# Онкологическая гипертермия
Онкологическая гипертермия — вид лечебной гипертермии, применяемый для лечения онкологических заболеваний, связанный с нагревом опухолей в диапазоне 41-45°С.
Впервые собственно гипертермия была применена для лечения онкологических заболеваний в 1898 г., хотя история фебрильной терапии, предшественницы гипертермии, прослеживается с 1870 г. В 30-х гг. XX века сформировалась температурная концепция онкологической гипертермии. Современный этап развития онкологической гипертермии берет начало с работ Манфреда фон Арденн в 60-х гг. XX века. Пик её развития пришелся на 80-90-е годы, когда она рассматривалась как универсальный радио- и химиомодификатор и наиболее вероятный кандидат на роль четвёртого базового метода лечения онкологических заболеваний, наряду с хирургией, лучевой и химиотерапией. После неудачи большей части рандомизированных исследований III фазы в 90-х гг. онкологическая гипертермия вышла из центра научных интересов, не добившись клинического признания. Попытка «перезагрузки» гипертермии в 2000-х гг. путём замены концепции «экстремальной» гипертермии на «умеренную» не дала результата. В целом, имеющиеся данные свидетельствуют о том, что применение гипертермии в онкологии не дает клинических преимуществ, но повышает трудоемкость и токсичность лечения.
В настоящее время классическая (температурная) онкологическая гипертермия сохраняется как экспериментальная дисциплина без определенных перспектив клинического применения. Перспективы развития онкологической гипертермии связаны с созданием таргетных ферромагнитных препаратов и развитием нетемпературозависимых гипертермических технологий.

## Классификация и терминология

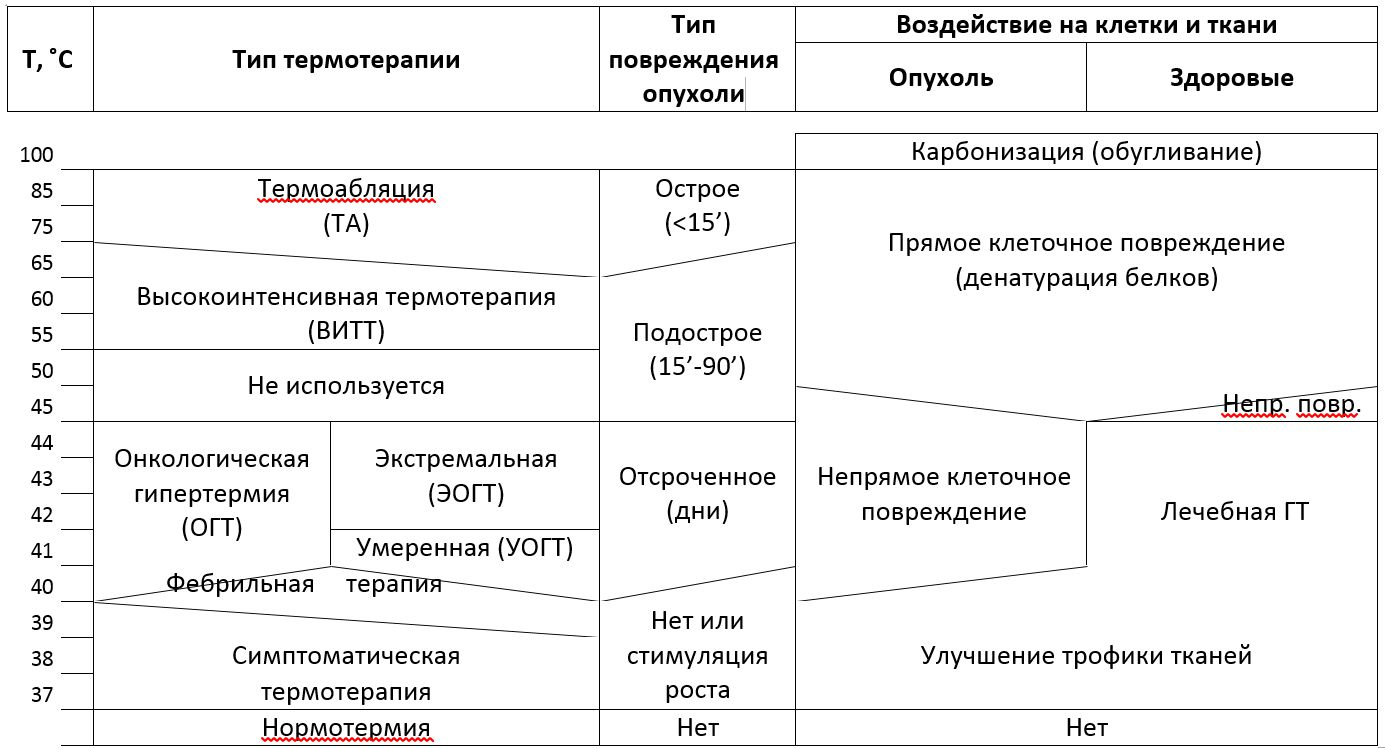
Виды термотерапии и их характеристика

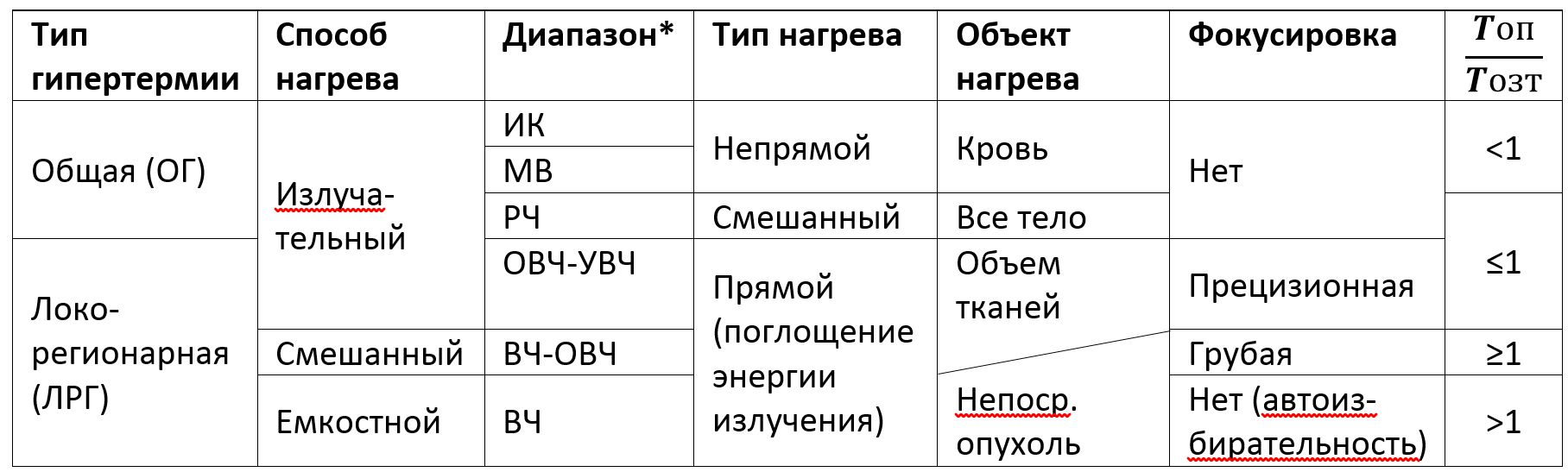
Виды гипертермии и их характеристика

Применение термина гипертермия (ГТ) к любому воздействию, сопровождающемуся общим или локальным повышением температуры тела, ошибочно. Лечение посредством повышения температуры адекватно описывается термином термотерапия (ТТ), тогда как гипертермия представляет собой специфическое и хорошо определенное понятие, и является только незначительной частью термотерапии (См. рис. «Виды термотерапии и их характеристика»).
Гипертермия — это повышение температуры тела в диапазоне 41-45˚C, то есть выше лимита физиологического лихорадочного диапазона (41˚C), не вызывающее необратимых изменений в здоровых тканях, определяемых развитием нарушений кровообращения (непрямое клеточное повреждение) и денатурации белков (прямое клеточное повреждение), возникающих в диапазоне 45-50˚C.
В диапазоне прямого клеточного повреждения (50-100˚C) выделяются два поддиапазона: подострого (часы) клеточного повреждения или т. н. высокоинтенсивной термотерапии (ВИТТ), и острого (минуты) повреждения или термоабляции (ТА). Условная граница между этими поддиапазонами лежит около 70˚C. (См. рис. «Виды термотерапии и их характеристика»).
В зависимости от сферы применения гипертермия подразделяется на лечебную (неонкологическую) и онкологическую (См. рис. «Виды гипертермии и их характеристика»). Специфичность онкологической гипертермии заключается в том, что она направлена на разрушение злокачественных тканей, тогда как лечебная гипертермия — на улучшение трофики доброкачественных тканей. Это различие в целях порождает существенные различия в теории и практике методов, которые формально — по признаку использования одинакового диапазона температуры, — часто рассматриваются в единстве.
Онкологическая гипертермия — это метод отсроченного, непрямого клеточного повреждения опухолей, основанный на их нагреве в диапазоне 41-45˚C.
Существует два основных типа онкологической гипертермии: общая гипертермия (ОГ), при которой равномерно нагревается все тело, и локо-регионарная гипертермия (ЛРГ или ЛГ — локальная), при которой нагревается только участок тканей или часть тела.
Локальная онкологическая гипертермия имеет два четко разграниченных диапазона: экстремальную гипертермию (ЭГ) с нагревом более 42˚C и умеренную гипертермию (УГ) (<42˚C). Температура 42˚C (на самом деле, речь идет о диапазоне 42-43˚C, поэтому в качестве критерия часто используется значение 42,5˚C) — это лимит (диапазон) развития генерализованных нарушений опухолевого кровотока (температура ангиоблокады), вызывающих развитие гипоксии, ацидоза и гибель клеток, и составляющих действующий механизм непрямого повреждения при экстремальной гипертермии. Эффект умеренной гипертермии, в отличие от экстремальной, основан на предполагаемом улучшении опухолевого кровотока при нагреве ниже температуры ангиоблокады, что должно приводить к улучшению перфузии и оксигенации опухоли, и, следовательно, к потенцированию эффектов лучевой терапии и химиотерапии.
Температурные диапазоны общей гипертермии отличаются от локальной. Поскольку при ОГ температура 42˚C (41,8˚C) является предельной, и её превышение ведет к развитию высокой токсичности, диапазон экстремальной ОГ определяется в 40,5-42˚C, а умеренной — <40,5˚C.
С точки зрения способа создания гипертермии выделяют эндогенную гипертермию, которая создается за счет естественной реакции организма на вводимые пирогены, и экзогенную, которая создается за счет подачи энергии извне. Эндогенная гипертермия может быть только общей, экзогенная — общей или локальной.
По способу доставки энергии экзогенная гипертермия подразделяется на конвективную, при которой энергия передается путём конвекции от нагретых сред (обычно воды или воздуха) и электромагнитную (ЭМГ), при которой передача энергии осуществляется за счет абсорбции электромагнитного излучения в тканях.
Эндогенная гипертермия вышла из употребления в 30-х гг., конвективная — в 80-х гг. (хотя в последнее время наблюдаются попытки её повторного использования), поэтому, начиная с 80-х гг., гипертермия существует почти исключительно в виде ЭМГ.
Электромагнитная гипертермия подразделяется на интерстициальную (внутритканевую), когда электроды погружены в ткани, и внешнюю, выполняемую при помощи неинвазивных электродов. Интерстициальная гипертермия не получила развития в связи с трудоемкостью, недостаточной безопасностью и ограниченной сферой применения.
Внешняя гипертермия по способу нагрева подразделяется на ёмкостную ЭМГ, создаваемую излучением коротковолнового диапазона (3-50 МГц) и основанную на абсорбции энергии преимущественно ёмкостной составляющей электромагнитного поля в реактивной части ближнего поля, и излучательную ЭМГ, создаваемую излучением ультракоротковолнового диапазона (≥50 МГц) и основанную на абсорбции энергии падающей, плоской волны в диапазоне дальнего поля (в радиочастотной части ультракоротковолнового диапазона (50-300 МГц) имеет место смешанный характер абсорбции в излучательной части ближнего поля) (См. таблицу «Виды гипертермии и их характеристика»).
В диапазоне частот 3 МГц — 3 ГГц глубина проникновения достаточна для непосредственного нагрева тканей (прямой нагрев)ː частоты 3-150 МГц используются для глубокого нагрева (≥6 см), а частоты 150 МГц — 3 ГГц — для поверхностного нагрева (<6 см). При этом излучение с частотой 3-50 МГц (реактивное ближнее поле) обладает способностью автоматической импедансной фокусировки в опухолевых тканях (селективный нагрев), а излучение с частотой 50 МГц — 3 ГГц требует точной искусственной фокусировки, и равномерно нагревает весь объём тканей в фокусе (неселективный нагрев).
Микроволны (МВ) сантиметрового и миллиметрового диапазонов (3-300 ГГц) и инфракрасное излучение (ИК), ввиду малой глубины проникновения (<1 см), позволяют нагревать только подкожные сосудистые сплетения, откуда тепло разносится кровью по организму, обеспечивая конвективный системный (ОГ) нагрев (непрямой нагрев).
В связи с особенностями нагрева, только при емкостном нагреве (3-50 МГц) опухоль нагревается сильнее, чем окружающие здоровые ткани (Топ/Тозт>1). Во всех остальных случаях окружающие ткани нагреваются сильнее опухоли (Топ/Тозт≤1).

## История онкологической гипертермии

### О древности онкологической гипертермии
Часто встречается утверждение, что онкологическая гипертермия — один из древнейших методов лечения рака, известных человечеству. Подразумевается, что гипертермия имеет многотысячелетний эмпирический фундамент, априори обосновывающий её эффективность. Это не соответствует действительности.
В подтверждение древности гипертермии обычно приводят знаменитую сентенцию Гиппократа (460—356 гг. до н. э.) «Что не излечивают лекарства, то лечит железо, что железо не излечивает, то лечит огонь. Что даже огонь не лечит, то следует признать неизлечимым» (Quae medicamenta non sanat, ferrum sanat; quae ferrum non sanat, ignis sanat. Quae vero ignis non sanat, insanabilia reputari oportet). Очевидно, что данное изречение относится не к гипертермии, а к прижиганиям, поскольку греческое выражение «резать и жечь» (temnein kai kaiein) и соответствующее латинское «огнём и железом» (igni et ferro) отражали древнюю практику врачевания, выражающуюся в эксцизии с последующим прижиганием. У Эсхила Агамемнон, вернувшись на родину, обещает восстановить порядок подобно тому, как врач «прижигает и режет» (позднейшее «огнём и мечом»). В диалоге Платона «Горгий» Сократ советует совершившему неправедный поступок «довериться судье смело и с закрытыми глазами, как доверяются врачу, чтобы он резал и прижигал». Таким образом, Гиппократ понимал «лечение огнём» как каутеризацию (термоабляцию), что не имеет отношения к гипертермии.
Предшественнику Гиппократа древнегреческому врачу и философу Пармениду (540—480 гг. до н. э.) приписывается следующее заявление: «Дайте мне власть вызывать лихорадку, и я вылечу любую болезнь». Очевидно, что речь идет о т. н. «фебрильной терапии», то есть стимуляции естественной пирогенной реакции организма («пиротерапии»), широко распространенной вплоть до 30-х гг. XX века. Лихорадка как длительная (дни-недели) и комплексная реакция организма, включающая в себя в качестве ведущего механизма специфическую и неспецифическую стимуляцию иммунитета, не адекватна гипертермии. Наконец, встречающиеся ссылки на аюрведические источники, рекомендующие приложение к болезненному месту горячих камней и т. п., ещё менее относятся к гипертермии. Местное применение тепла в виде грелок действительно имеет древнейшее происхождение, но рассматривается исключительно как восстановительное и симптоматическое (обезболивающее) лечение, основанное на гиперемическом и спазмолитическом эффекте.

### Краткая история онкологической гипертермии
Онкологическая гипертермия — относительно молодой метод: начало её систематического применения и изучения относится к последнему десятилетию XIX века, и связано с именами американского костного хирурга Уильяма Коли, основателя первой систематической школы фебрильной терапии и автора первой противораковой вакцины — токсинов Коли, — и шведского гинеколога Ф. Вестермарка, впервые применившего внешнюю гипертермию per se Архивная копия от 11 декабря 2014 на Wayback Machine.
Фебрильная терапия является предшественницей гипертермии, но не эквивалентна ей, так как лихорадка является комплексной, преимущественно иммунно-опосредованной реакцией организма, в которой собственно гипертермия является только одним из действующих факторов, и повышение температуры обычно не достигает гипертермических значений. Развитие фебрильной терапии фактически закончилось в конце 30-х гг. XX века, но позволило идентифицировать гиперпирексию как самостоятельный лечебный фактор, и положило начало применению собственно гипертермии как изолированного повышения температуры.
Первоначальная конвективная гипертермия, фактически, ограничилась экспериментами в области лечения рака шейки матки. После 1905 г. гипертермия получила импульс к развитию с изобретением фон Зейнеком диатермии, первой массовой электромагнитной технологии термотерапии, клиническое применение которой в целом сложилось к началу 20-х гг. Применение диатермии для целей онкологической гипертермии ограничено перегревом подкожных тканей; тем не менее, есть единичные сообщения о комбинации диатермии с радиотерапией с удовлетворительными результатами. Изобретение магнетрона в 1920 г. позволило получить частоты до 150 МГц и открыло радиочастотную эру коротковолновой внешней ЭМГ. Около 1931 г. был разработан Радиотерм Уитни (Whitney Radiotherm), первое специализированное излучательное радиочастотное гипертермическое устройство, получившее широкое распространение в США. Несколько позже Кеттеринг (Kettering) изобрел Гипертерм (Hypertherm), суховоздушную систему для общей гипертермии, первоначально служившую дополнением к Радиотерму Уитни, но впоследствии получившую самостоятельное применение, и породившую термин «гипертермия».
В 30-х гг. XX века сформировалась температурная концепция онкологической гипертермии, отрицающая значение любых эффектов электромагнитных полей, кроме температуры, и выраженная в классической сентенции Кристи: «каждый, кто говорит о любых других биологических эффектах высокочастотных токов, кроме термопродукции, должен доказать это». К 1935 г. было опубликовано более 100 статей по применению гипертермии при различных заболеваниях, в том числе при лечении рака,, включая первое сравнение различных методов гипертермии, а в 1937 г. в Нью-Йорке состоялась первая международная конференция по гипертермии, все ещё называемой «фебрильной терапией».
Гипертермия 30-х гг., выросшая из фебрильной терапии, с современной точки зрения квалифицируется как умеренная. Как следует из обзора 1000 процедур аппаратной гипертермии (Гипертерм Кеттеринга) в 1937 г., 83 % процедур проходили в умеренном диапазоне 39,5-40,5˚C, и только 17 % — при 41-41,7˚C (экстремальная гипертермия).
Начиная с 1938 г., интерес к фебрильной терапии стал падать, поскольку выделение Флори и Чейном чистого пенициллина открыло эру антибиотикотерапии. В результате потенциальная ценность гипертермии в лечении хронических инфекционных заболеваний, составлявших основную сферу её применения, стала снижаться, а после 1943 г., с началом промышленного производства пенициллина, сошла на нет.
Фактически, онкология осталась единственной сферой применения гипертермии, но отношение онкологического сообщества к методу было в основном скептическим. Известный немецкий хирург Бауэр в своей книге «Проблема рака» (1949) писал, что «эти методы производят сильное воздействие на пациентов, но не на их опухоли». Случаи применения гипертермии в клинической онкологии до 60-х гг. были единичными,,. Единичные исследования хотя и дали важную информацию о действующих механизмах гипертермии, никак не способствовали клиническому применению.
Современный этап развития онкологической гипертермии берет начало с работ Манфреда фон Арденн в 60-х гг. XX века. Именно его заявление об открытии «области практически бесконечной избирательности между злокачественными и здоровыми клетками при лечении рака экстремальной гипертермией» положило начало всемирной «гипертермической гонке». В 1971 г. фон Арденн издал фундаментальную монографию по многоступенчатой терапии рака, а уже в 1975 г. Вашингтон принимал первый международный симпозиум по лечению рака гипертермией и радиотерапией, на котором была создана «Североамериканская гипертермическая группа» (North American Hyperthermia Group (NAHG)); за ним последовал второй в 1977 г., третий в 1980 и 4-й в 1984 г. Около 1981 г. Национальный институт рака США (NCI) профинансировал сравнительные исследования гипертермического оборудования (всего было протестировано более 20 прототипов). В 1981 г. было учреждено «Североамериканское гипертермическое общество» (North American Hyperthermia Society (NAHS)) и «Международное общество клинической гипертермии» (International Clinical Hyperthermia Society (ICHS)). В 1978 г. в Японии была основана «Группа по изучению гипертермии», в 1984 г. превратившаяся в «Японское общество гипертермической онкологии» (Japanese Society of Hyperthermic Oncology (JSHO)). С 1985 г. гипертермическое лечение в Японии начало покрываться страховкой. В сочетании с крупными грантами японского правительства, это вызвало быстрое развитие гипертермии в Японии. Около 1985 г. было основано «Европейское общество гипертермической онкологии» (European Society for Hyperthermic Oncology (ESHO) Архивная копия от 11 декабря 2014 на Wayback Machine) В 1985 г. NAHS, ESHO и JSHO основали «Международный гипертермический журнал».
Пик развития онкологической гипертермии пришелся на 80-90-е годы, когда в США и Европе одновременно было запущено 10 крупных рандомизированных исследований III фазы. В этот период гипертермия рассматривалась как универсальный радио- и химиомодификатор и наиболее вероятный кандидат на роль четвёртого базового метода лечения онкологических заболеваний, наряду с хирургией, лучевой и химиотерапией. До 1996 г. было опубликовано 50 сборников, монографий и руководств по гипертермии.
Тем не менее, уже к концу 80-х гг. в отношении клиницистов и многих исследователей к гипертермии доминировал скепсис. В 1987 г., на волне популярности гипертермии в США, когда практически каждый крупный университет имел свою гипертермическую программу, один из ведущих исследователей-клиницистов в области гипертермии и автор монографии по оценке клинических результатов гипертермии Хорнбак писал:
«Клиническая гипертермия сегодня является трудозатратной процедурой, выполняемой при помощи относительно грубых средств, неточным методом лечения, имеющим множество внутренне присущих ему технических проблем. Конечно, эта область предоставляет частным радиоонкологам отличную возможность для исследований. Если кто-то хочет потратить время и силы на участие в клинических исследованиях в этой интересной, сложной, раздражающей и не слишком научной области, их следует поощрять. Эта область не без рисков и разочарований, но многим пациентам с рецидивами или поздними стадиями рака, рефрактерным к стандартным методам лечения, гипертермия, безусловно, может помочь. Она не является, как многие предполагают, четвёртым базовым методом лечения рака после хирургии, радиотерапии и химиотерапии. Это, возможно, инновационная, но все ещё экспериментальная форма терапии, в которой ещё очень многое предстоит изучить».
После неудачи большей части рандомизированных исследований III фазы в 90-х гг. онкологическая гипертермия была вновь оттеснена на периферию научных интересов, так и не добившись клинического признания . Одновременное развитие конвенциональных технологий лечения онкологических заболеваний поставило под вопрос целесообразность гипертермии вообще. Попытка «перезагрузки» гипертермии в 2000-х гг. путём замены не оправдавшей себя концепции «экстремальной» гипертермии на «умеренную» не дала результата. К 2010 г. стало окончательно понятной несостоятельность температурной концепции гипертермии. Фактически, гипертермия утратила теоретическую базу.
После 2005 г. центр интересов термотерапии окончательно переместился в область высокоинтенсивной термотерапии. Отражением этого факта стало переименование «гипертермических обществ» в «общества термомедицины»: в 2005 г. NAHS было переименовано в «Общество термомедицины» (STM Архивная копия от 8 декабря 2014 на Wayback Machine), JSHO — в «Японское общество термомедицины» (JSTM Архивная копия от 17 декабря 2014 на Wayback Machine), в «Японский журнал гипертермической онкологии» — в «Термомедицину» (Thermal Medicine Архивная копия от 13 декабря 2014 на Wayback Machine). Интересы общей гипертермии переместились в неонкологические сферы применения, в основном в форме умеренной и «мягкой» гипертермии.
В 2007 г. Хорсман и Овергорд начали свой мета-анализ гипертермии с признания, которое адекватно отражает её современное положение:
«Гипертермию обычно считают экспериментальным лечением без реальных перспектив в клинической практике».
Согласно текущей официальной позиции Американского онкологического общества (ACS),
«Гипертермия является перспективным методом повышения эффективности лечения рака, но в настоящее время в основном остаётся экспериментальным методом».
Таким образом, в настоящее время классическая (температурная) онкологическая гипертермия сохраняется как экспериментальная дисциплина без надлежащего теоретического обоснования и перспектив клинического применения. Последние события — в частности, фактический уход из гипертермии компании BSD Medical Corporatioɳ, основного драйвера гипертермии последних 35 лет. — трактуются как свидетельство окончания жизненного цикла гипертермии.
Тем не менее, 50-летняя история современной онкологической гипертермии сыграла огромную роль в формировании научной базы термотерапии. Гипертермия стала той «питательной средой», на которой выросла современная термотерапия: по сути дела, все современные виды термотерапии эволюционировали из гипертермии или гипертермических исследований.

### История фебрильной терапии
Предыстория онкологической гипертермии началась с нескольких случаев излечения от рака после сопутствующих лихорадочных заболеваний, описанных в XVIII—XIX вв. Около 1870 г. Буш (Германия) впервые намеренно инфицировал рожей нескольких пациентов, больных раком, с положительным эффектом. Этот метод впоследствии получил название «фебрильной терапии», и в конце XIX века был достаточно распространен не только в Германии и Франции, но также в России, и применялся, помимо рака, для лечения широкого круга соматических и психических заболеваний.
Начало систематического применения и изучения фебрильной терапии относится к последнему десятилетию XIX века, и связано с именем американского костного хирурга из Нью-Йоркской онкологической больницы (ныне Мемориальный онкологический центр им. Слоуна-Кеттеринга) Вильяма Коли. Несмотря на довольно благоприятные результаты, работы Коли получили отрицательную рецензию Американской медицинской ассоциации (AMA). Около 1895 г. Коли разработал и внедрил т. н. «токсин Коли» или «смешанную бактериальную вакцину» (MBV), первый специализированный бактериальный противоопухолевый пироген стандартизированного состава, который впоследствии производился промышленно.
Развитие фебрильной терапии была прервано технологической революцией в онкологии, вызванной внедрением брахитерапии и рентгенотерапии в конце XIX в., что отодвинуло фебрильную терапию на периферию научных интересов. Ввиду отрицательного отношения к методу вновь образованного Американского онкологического общества (ACS), около 1915 г. работа Коли в области MBV была прекращена, хотя промышленный выпуск вакцины продолжался, и многие онкологи в США и Европе продолжали использовать её.
После 1917 г. работы Юлиуса Вагнера фон Яурегга по лечению сифилиса, парезов и ряда других соматических заболеваний малярией вновь привлекли интерес к фебрильной терапии (Нобелевская премия в 1927 г.). В 1918 г. Роденбург суммировал имеющиеся данные по спонтанным ремиссиям и обнаружил, что в 72 из 166 случаев они были связаны с лихорадкой. Вскоре выяснилось, что гиперпирексия, вызванная другими пирогенами, например, внутримышечными инъекциями серы или масла, также обладает клинической эффективностью, то есть гиперпирексия была идентифицирована как самостоятельный лечебный фактор. Коли ранее неоднократно отмечал, что эффект лечения тем лучше, чем выше и длительнее лихорадка, хотя никогда не выделял гипертермию как основную причину противоопухолевого эффекта, считая его комплексным.
Развитие антибиотикотерапии в 40-х гг. лишило фебрильную терапию её основной базы — хронических инфекционных заболеваний, — и вызвало её быстрый упадок. В 1946 г. дочь Коли Хелен Нотс предприняла попытку возродить интерес к фебрильной терапии, опубликовав ретроспективные исследования (из 484 случаев рака, леченных вакциной Коли, у 312 неоперабельных пациентов 5-летняя выживаемость составила 43 %, а у 172 операбельных — 61 %; у 25 из 30 пациентов с местнораспространенным раком показана 10-летняя безрецидивная выживаемость), но безрезультатно. Эти публикации не привели к возрождению метода ввиду отрицательного отношения ACS, а также ввиду того, что развитие химиотерапии вновь вытеснило фебрильную терапию на периферию научных интересов.
В дальнейшем вакцинотерапия рака развивалась в русле иммунотерапии, полностью отойдя от фебрильной терапии. В 1975 г. в Японии был разрешен иммунопрепарат пицибанил (ОК-432), созданный на основе S.pyogenes, основного компонента вакцины Коли. В 2005 г. вакцина Коли была воссоздана компанией MBVax Bioscience для клинических исследований. Компания Coley Pharmaceutical Group, проводившая клинические исследования этой вакцины, в 2009 г. куплена компанией Pfizer.

### Многоступенчатая терапия рака фон Арденн
Личность и работы Манфреда фон Арденн имели решающее значение для современного этапа развития гипертермии, поскольку без него феномен современной гипертермии был бы невозможен.
Манфред фон Арденн, выдающийся немецкий физик, изобретатель и вундеркинд, обратился к проблеме рака как наиболее сложной проблеме медицины по просьбе Отто Варбурга. Его внимание как физика сразу привлекла гипертермия, и он начал свою деятельность с изобретения двухкамерной ванны для общей гипертермии с охлаждением головы. Уже в первых экспериментах in vitro в 1965 г. он подтвердил термочувствительность опухолей и вскоре представил в Гейдельбергском университете свою концепцию многоэтапной термохимиотерапии рака, основанную на сочетании экстремальной гипертермии и закисления опухоли при помощи DL-глицеральдегида. В 1966 г. он провозгласил «открытие области практически бесконечной избирательности между злокачественными и здоровыми клетками при лечении рака экстремальной гипертермией», которое положило начало современному этапу развития гипертермии и всемирной «гипертермической гонке».
Изначально фон Арденн считал гипертермию самостоятельным, нетоксичным и селективным методом лечения рака, но уже в 1967 г. он столкнулся с феноменом несопоставимости результатов in vitro и in vivo, а также с проблемой недостаточной эффективности гипертермии, что выражалось в лихорадочном поиске термосенсибилизаторов: с 1967 по 1969 г. были испробованы менадион (эффект которого, в свою очередь, усиливался метиленовым синим), атербин, прогестерон и диметилстильбэстрол, Tween 80, витамин A, диметилсульфоксид и антитела; в конце фон Арденн пытался атаковать рак целым коктейлем модификаторов и подключил лучевую терапию.
Идея закисления опухолей посредством гипергликемии возникла около 1968 г., и получила теоретическое обоснование как гипергликемическая модификация в 1969, хотя поиски других закислителей продолжались до 1970. Одновременно фон Арденн заменил экстремальную общую гипертермию умеренной (40 °C). В 1969 г. он начал исследования сочетания общей гипертермии, гипергликемии и мягкой рентгенотерапии in vivo на мышах.
В 1971 г. фон Арденн в фундаментальной монографии представил полную концепцию «селективной многоэтапной терапии рака» (sCMT), в которой «длительное закисление посредством активации гликолиза» впервые было названо основным лечебным фактором, тогда как умеренная гипертермия (40 °C) была дополнительным методом. По теории фон Арденна, гипергликемия индуцирует активацию анаэробного метаболизма в опухоли, что ведет к накоплению лактата и закислению опухоли; мембраны эритроцитов в кислой среде становятся ригидными, что препятствует их нормальному прохождению через капилляры и приводит к их блокаде и падению опухолевого кровотока; одновременно, снижение pH до 6.5 и ниже ведет к дестабилизации лизосомальных мембран, а гипертермия усиливает освобождение лизосомальных ферментов и приводит к аутолизу опухоли. Однако, гипертермия также усиливает метаболизм здоровых тканей, аэробная природа которых нуждается в высоком потреблении кислорода; кислород также необходим для восстановления тканей после гипертермии. Как следствие, в 1973 г. концепция фон Арденна дополнилась последним компонентом — многоэтапной кислородотерапией, рассматриваемой как усилитель sCMT. В результате, в конце 1973 г. концепция sCMT обрела завершенность как сочетание длительной, высокой гипергликемии с последующей умеренной гипертермией с сочетанной гипероксигенацией. Концепция sCMT 1974 г. также включала химиотерапию и радиотерапию. Ввиду недостаточной эффективности sCMT, фон Арденн продолжал поиск модификаторов, рассматривая их как усилители закисления.
В1976 г. sCMT была дополнена локальной гипертермией, чтобы на фоне умеренной общей гипертермии достичь локального экстремального нагрева. В 1977 году была представлена концепция «Селектотерм» (Selectotherm): сочетание длительного (4 часа) системного нагрева ближним инфракрасным (ИК-A) излучением с локальным нагревом посредством радиочастотного (27.12 МГц) сканирующего излучателя. В 1979 г. фон Арденн продемонстрировал феномен полной блокады опухолевого кровотока при pH 6.1 и 41 °C. Опубликовав более 10 работ по роли нарушений микроциркуляции в генезе опухолевого повреждения, фон Арденн в 1985 г. признал их центральную роль в эффекте sCMT.
В 1985/87 гг. фон Арденн отказался от концепции «Селектотерм» и заменил её концепцией «Иратерм» (IRATHERM), основанной только на инфракрасной общей гипертермии. В 1991 г. на базе института прикладных медицинских исследований фон Арденн в Дрездене была открыта клиника системной многоэтапной терапии рака (sCMT) для проведения клинических исследований. В 1992 г. была выпущена новая система для экстремальной ОГ IRATHERM 2000, а в 1993 г. была закончена окончательная версия sCMT: экстремальная общая гипертермия + селективное гипергликемическое термопотенцирование + поддерживающая гипероксемия.
В 1997 г. Манфред фон Арденн ушел из жизни. В 2004 г. было объявлено о закрытии института прикладных медицинских исследований и клиники sCMT фон Арденн в связи с достижением поставленных при их создании целей. Одновременно была создана «Немецкая междисциплинарная рабочая группа по гипертермии» (IWGH) с центром с Шарите (Берлин), ориентированная в основном на исследования в области sCMT. Тем не менее, в настоящее время институт фон Арденн функционирует под руководством сына Манфреда фон Арденн Александра фон Арденн.

#### О приоритетности работ Манфреда фон Арденн в области гипертермии
Как в англоязычной, так и в русскоязычной литературе присутствует тенденция недооценки роли и приоритетности работ Манфреда фон Арденн. Факты свидетельствуют о том, что фон Арденн имеет абсолютный приоритет в большинстве направлений и технологий гипертермии.
В 1967 г. Американское онкологическое общество издало специальный выпуск по методу фон Арденна, из которого следует, что его клиническое применение в США началось едва ли не раньше, чем в ГДР, и что информация об открытиях фон Арденна, названного «ведущим европейским ученым», появлялась в США синхронно. Фундаментальные работы итальянских,,, и британских исследователей, легшие в основу систематической теории гипертермии, были опубликованы в 1969—1973 гг., через 4-8 лет после первых публикаций фон Арденна. Британские пионеры общей гипертермии Петтигрю и Хендерсон, (1971—1974) ссылались на более ранние работы фон Арденн, хотя и ставили под сомнение некоторые его соображения. Аналогичным образом, пионеры советской гипертермии Н. Н. Александров и Н. Д. Девятков прямо ссылаются на работы фон Арденн как в плане методики, так и в плане радиочастотных технологий. Фундаментальная монография фон Арденн по sCMT (963 стр.) была опубликована в 1971 г., а первые монографии советских и американских, авторов — только начиная с 1980 г.
«Умеренная перезагрузка» была осуществлена фон Арденном в 1970 г., на 35 лет раньше мировой гипертермии. Идея совмещения общего и локального нагрева, представленная фон Арденном в 1976 г., и реализованная в системе «Селектотерм» (Selectotherm) в 1977 г., вызвала массу последователей. Решение «Помп-Сименс» (Pomp-Siemens), где вместо ИК-нагрева использовался микроволновой нагрев было представлено в 1978 г., но оказалось клинически неудачным. Э. А. Гельвич пытался реализовать аналогичную идею общей микроволновой гипертермии в СССР, но также безрезультатно, после чего реализовал её, подобно фон Арденну, в радиочастотном диапазоне в виде концепции «Яхта-5». Сам фон Арденн уже в 1985 г. отказался от комбинированного нагрева, тогда как экспериментальные данные, свидетельствующие о бесперспективности этого подхода, были получены в США только после 1990 г. Сейчас идея комбинированного нагрева вновь внедряется китайскими производителями (MoreStep NRL-3000).
Технология обшей инфракрасной гипертермии была технически реализована фон Арденном уже в 1977 г., тогда как аналогичная разработка была инициирована Национальным институтом рака США (NCI) в 1978 г., а рабочий прототип был создан только в 1983 г.
Концептуально фон Арденн значительно опережал конкурентов: они пытались добиться локального нагрева свыше 43 °C, он же понимал невозможность экстремального нагрева и рассматривал гипертермию лишь как усилитель закисления опухолей.
Идея «селектинов» — таргетных препаратов, селективно высвобождаемых в кислой среде опухолей вследствие активации бета-глюкуронидазы, — была опубликована фон Арденн в 1976 г., с опережением мировой практики на 25-30 лет.
Диапазон исследований Манфреда фон Арденн является беспрецедентным: по существу, он исследовал все имеющиеся возможности повышения эффективности гипертермии.

#### Критика работ Манфреда фон Арденн и sCMT
Первоначальное заявление фон Арденн о «бесконечной селективности экстремальной гипертермии» впоследствии не получило подтверждения, как и способность гипертермии усиливать эффект закисления, и определенно является ошибкой ранних экспериментов на изолированных клеточных линиях. Фактически, заявив в 1966 г. о гипертермии как о самостоятельном методе лечения рака с широким терапевтическим диапазоном, фон Арденн никогда не использовал её в этом качестве, сразу же начав поиск усилителей гипертермии, и выдвинув в 1970 г. концепцию многоэтапной терапии рака (sCMT), в которой гипертермия рассматривалась лишь как усилитель гипергликемии. Тем не менее, первоначальное заявление не было дезавуировано.
В отношении самой sCMT нельзя сделать определенных выводов ввиду отсутствия независимых рандомизированных исследований несмотря на то, что исследование I фазы было инициировано на базе крупнейшей в Европе клиники Шарите и при участии самого Манфреда фон Арденн ещё в 1994 г. Оценка токсичности и эффективности sCMT, данная в 2000 г., была очень осторожной, базировалась уже не на проспективных, а на ретроспективных данных всего 120 процедур, и в основном акцентировалась на проблемах технологии. Исследование I/II фазы по sCMT колоректального рака 2004 г. дало неоднозначный результат: сообщается о способности sCMT в ряде случаев преодолевать химиорезистентность при повышенной токсичности . Созданная в 2004 г. междисциплинарная рабочая группа по гипертермии (IWGH), ориентированная в основном на исследования в области sCMT, не инициировала ни одного РКИ по sCMT и нет информации, что такие исследования планируются.
Сама концепция sCMT с момента её возникновения постоянно видоизменялась, вплоть до противоположности, и в конечном итоге фактически вернулась к исходному состоянию: исходная концепция экстремальной общей гипертермии с закислением DL-глицеральдегидом (1965) трансформировалась в концепцию гипергликемического закисления с умеренной гипертермией в качестве усилителя (1971), затем дополнилась гипероксемией (1973), химиотерапией и радиотерапией (1974), локальной гипертермией (1977), а затем вернулась к экстремальной общей гипертермии с гипергликемическим закислением в качестве термосенсибилизатора (1987—1993).
В целом, фон Арденну не удалось преодолеть проблему отсутствия терапевтического диапазона гипертермии даже с опорой на гипергликемию и дополнительные методы. Учитывая отсутствие доказательных результатов и перспектив их получения, история 50-летнего цикла sCMT фон Арденна, испробовав все возможные варианты решения проблемы, закончилась ничем.

### Онкологическая гипертермия в СССР и в России
Пионером онкологической гипертермии в СССР был Н. Н. Александров, последователь Манфреда фон Арденн в области многоступенчатой терапии рака . Сотрудничество с руководителем НПО «Исток» (Фрязино) академиком РАН Н. Д. Девятковым привело к развитию отечественного направления электромагнитной гипертермии. Основную роль в разработке советских гипертермических систем, наряду с Н. Д. Девятковым, сыграл Э. А. Гельвич. Уже в 1979 г. были разработаны прототипы аппаратов для локальной гипертермии «Парус-1» (2,450 ГГц) и «Плот» (915 МГц) и для общей гипертермии «Баркас» (13,56 МГц), которые пошли в серию под маркой «Яхта». Начиная с 1985 г., НПО «Исток» Архивная копия от 11 декабря 2014 на Wayback Machine серийно производит системы для поверхностной гипертермии «Яхта-2» (2.450 МГц), «Яхта-3» (915 МГц) и «Яхта-4» (533 МГц) и систему для сочетанной общей и локальной гипертермии «Яхта-5» (ОГ 13,56 МГц + ЛГ 40,68 МГц).
Клиническая апробация оборудования выполнялась на базе Минского института медицинской радиологии и онкологии (Н. Н. Александров, Н. Е. Савченко, С. З. Фрадкин, Э.А, Жаврид) и Медицинского радиологического научного центра (МРНЦ) (г. Обнинск) (Г. Д. Байсоголов, А. Г. Коноплянников, Г. В. Голдобенко).
Существенную помощь развитию отечественной гипертермии оказало принятие государственных программ «Модификатор-1» (1981 г.) и «Модификатор-2» (1986 г.) В 1986 г. состоялся I Всесоюзный симпозиум по применению гипертермии в онкологии, в 1990 — II Всесоюзный симпозиум с международным участием «Гипертермия в онкологии»
В 1996 г. МРНЦ в сотрудничестве с ГКНПЦ им. Хруничева были разработаны два емкостных прототипа с частотой 40.68 МГц «Супертерм ЭП-40» и «Экстратерм» (В. Е. Ключ, В. Ф. Лопатин). В 2001 г. создано создано первое и единственное в России отделение локальной и общей гипертермии (О. К. Курпешев).
Самостоятельная школа гипертермии, существующая до настоящего времени, сложилась в Нижнем Новгороде под руководством Карева И. Д. Ею разработана установка для общей гипертермии «ЮГ-ВЧГ» (13,56 МГц), в целом аналогичная «Яхте-5», но без установки локального нагрева. Вызывает обоснованные сомнения заявленный температурный диапазон общей гипертермии (42-43,4°С). До настоящего времени представлены только ретроспективные данные без контроля, которые не позволяют оценить эффективность и безопасность метода. Метод применяется только разработчиком.
Другая самостоятельная школа гипертермии сложилась в Киеве (Осинский С. П., Ганул В. Л., Олейниченко П. И.). Её значение резко усилилось после того, как в Киеве был установлен первый и единственный в СССР Thermotron-RF8, и Киев стал одной из клинических баз международного мультицентрового исследования под эгидой МАГАТЭ в начале 2000-х гг.. Провал этого исследования привел к крайнему скепсису в отношении гипертермии и фактической ликвидации школы.
В начале 2000-х под руководством А. В. Сувернева (Новосибирск) была разработана концепции «критической», сверхэкстремальной гипертермии: критический нагрев до 43.5-44 °C достигается в водяной ванне с применением управляемой общей анестезии, высокочастотной вентиляции легких и с подавлением термоиндуцированного протеолиза соединениями формальдегида. Несмотря на достаточно длительный срок практики, до сего дня нет данных об эффективности и безопасности критической гипертермии в онкологии.
Клиническое применение гипертермии в СССР и России, как и в остальном мире, не сложилось. По сути дела, несмотря на серийный выпуск полной линейки гипертермического оборудования, не уступающего по характеристикам западным аналогам, гипертермия не вышла за стены научно-исследовательских учреждений. Фактически, в настоящее время отечественные гипертермические системы применяются лишь в 4 центрахː отделении радиационной онкологии Архивная копия от 19 апреля 2015 на Wayback Machine Российского онкологического научного центра (РОНЦ) им. Н. Н. Блохина (Ткачев С. И.), отделении общей и локальной гипертермии Архивная копия от 19 апреля 2015 на Wayback Machine МРНЦ им. А. Ф. Цыба (Обнинск) (Курпешев О. К.), отделе комплексной терапии с экспериментальной группой и группой химиотерапии НИИ онкологии и медицинской радиологии им. Н. Н. Александрова (Минск) (Истомин Ю. П.) и в клинике «К-тест» Архивная копия от 20 февраля 2015 на Wayback Machine (Нижний Новгород) (Карев И. Д.).
До настоящего времени в странах бывшего СССР выполнено всего одно самостоятельное рандомизированное исследование по неоадъювантной термолучевой терапии рака прямой кишки на базе РОНЦ им. Н. Н. Блохина (Барсуков Ю. А., Ткачев С. И., Тамразов Р. И.), результаты которого не опубликованы надлежащим образом. Исследование не показало достоверных различий между группами РТ и ТРТ по частоте рецидивов и метастазов (p=0,27), общей и безрецидивной выживаемости. Повышение безрецидивной выживаемости (68,8 % против 56,9 %) и снижение частоты локальных рецидивов (3 % против 15,1 %) при термолучевой терапии показано только при нижнеампулярном раке. Удовлетворительных объяснений столь специфически локальной эффективности не приведено. На основании имеющихся данных нельзя исключить искажения, связанного с влиянием различий в применяемых при нижнеампулярном раке типах операций (радикальные и органосохраняющие). Аналогичные РКИ в Австралии и Голландии дали отрицательный результат.

## Развитие технологий онкологической гипертермии

### До 1975 г.
До изобретения магнетрона в 1920 г. для создания гипертермии применялась технология диатермии, емкостной нагрев с частотой 0.5-2 МГц и силой тока 1-3 A. Ввиду значительного перегрева подкожных тканей, технология была мало применима для целей гипертермии.
Первым специализированным гипертермическим аппаратом стал «Радиотерм» (Radiotherm), излучательная радиочастотная система с рабочей частотой около 20 МГц, разработанная вице-президентом Дженерал Электрик Уиллисом Родни Уитни около 1931 года. Для обеспечения равномерности нагрева Радиотерма известный американский изобретатель и филантроп, вице-президент Дженерал Моторс Чарльз Франклин Кеттеринг разработал суховоздушную термокапсулу «Гипертерм» (Hypertherm), впоследствии получившую самостоятельное применение, и давшую название методу гипертермии. Оба аппарата были широко распространены в США в 30-х гг, но использовались преимущественно вне онкологии для фебрильной терапии.
После изобретения клистрона и начала микроволновой эры для создания гипертермии использовались микроволновые устройства общего назначения. Первый известный аппарат для общей гипертермии «Тронадо» (Tronado), созданный в единственном экземпляре (прототип), был разработан около 1974 г. В. Гуттнером (ФРГ), и состоял из 12 серийных микроволновых генераторов «Эрботерм 69» (434 МГц, 200Вт), а позднее из 4-х генераторов мощностью 1-2 кВт.

### 1975—1985
В 1977 году была представлена концепция фон Арденн «Селектотерм» (Selectotherm) как сочетание системного нагрева ближним инфракрасным (ИК-A) излучением с локальным нагревом посредством радиочастотного (27.12 МГц) сканирующего излучателя. В 1978 г. было представлено аналогичное решение «Помп-Сименс» (Pomp-Siemens), где вместо ИК-нагрева использовался микроволновой нагрев дипольными антеннами с частотой 433 МГц и 2450 МГц, оказавшееся неудачным.. После этого Siemens, до того демонстрировавший наибольшую исследовательскую активность в области гипертермии, закрыл гипертермическую программу.
Между 1976 и 1978 гг. стартовала разработка всех основных технологий глубокого нагрева. Неэффективность индуктивного нагрева («Магнетрод» и другие) была показана уже на начальной стадии (<20 % эффективного нагрева), в связи с чем от него отказались, хотя время от времени предпринимаются безуспешные попытки реанимации этого метода.
Емкостной метод оказался эффективным. Уже в 1976 г. Левин с соавт. сообщили о применении емкостного прототипа с частотой 13.56 МГц и тремя парами электродов, формирующих «перекрестное» поле. Машина Левин осталась прототипом, хотя отдельные идеи её конструкции были использованы при создании системы «Синхротерм».
В 1976—1978 гг. была разработана и в 1980 г. выпущена на рынок под торговой маркой «Термотрон-РФ8» (Thermotron-RF8) емкостная РЧ-технология с частотой 8 МГц (Yamamoto Vinita Co. Ltd. Архивная копия от 13 декабря 2014 на Wayback Machine, Япония). Не лишенный недостатков, «Термотрон-РФ8» стал первой стабильной гипертермической машиной, разработанной с ясным пониманием преимуществ и недостатков емкостной технологии.
Ёмкостной нагрев имеет ряд имманентно присущих ему недостатков, в числе которых значительный нагрев подкожного жирового слоя, нестабильность низкочастотного РЧ-поля и его зависимость от размера электродов, их расположения, расстояния между ними м диэлектрических параметров тканей, и легкость формирования «горячих пятен». В «Термотроне» для компенсации перегрева подкожной клетчатки применялось интенсивное охлаждение (до −5 °C), а неравномерность поля была минимизирована фиксацией электродов на раме, обеспечивающей их строго оппозитное расположение.
Большинство специалистов в Европе и США изначально отвергли емкостную концепцию, имея в виду её очевидные недостатки. Вместо неё была предложена технология циркулярных (опоясывающих) (мульти)излучателей для создания регулируемого фокуса в глубоких тканях посредством интерференции излучения от нескольких окружающих излучателей без существенного поверхностного нагрева. Основные расчеты были выполнены Guy ещё в начале 70-х гг. Было понятно, что такая технология в высокой степени частотозависима, поскольку низкие частоты (менее 40 МГц) с большой длиной волны (>0,8 м в тканях при ε=80) сглаживают фокус в глубоких тканях, а более высокие частоты (более 150 МГц) с более короткой длиной волны размывают фокус ввиду недостаточной глубины проникновения (<6 см).
В 1979-80 гг. было разработано сразу несколько излучательных решений: технология «кольцевой фазированной антенны» (annular phased-array, APA) компании BSD Corp. с частотой 50-110 МГц, коаксиальная технология (TEM) Лагендейк с соавт. с частотой 10-80 МГц и 4-излучательная технология «согласованной фазированной антенны» (matched phased array, MPA). Первая технология была выпущена на рынок в 80-х гг. как система BSD-1000, две последние остались прототипами, хотя компания Лунд (Швеция) пыталась продавать технологию MPA под маркой «Вариофэйз» (Variophase). При тестировании на фантомах все системы показали приблизительно равную способность формировать глубокий фокус, но в клинической практике селективный нагрев глубоких тканей так и не был достигнут, а технологии TEM и MPA показали недостаточную эффективность нагрева (<50 % успешных процедур).
Серийная система BSD-1000 включала 16 парных (8 пар) рупорных излучателей, сгруппированных в два восьмиугольника, синхронно запитанных от усилителя с частотой 50-110 МГц. Первые отчеты были крайне оптимистичными, сообщая о более 70 % успешных процедур (≥42 °C). Последующие исследования на больших группах были куда менее многообещающими: только 30-50 % процедур были успешными).
С 1980 г. НПО «Исток» Архивная копия от 11 декабря 2014 на Wayback Machine выпускает серию гипертермических систем под маркой «Яхта»: системы для поверхностной гипертермии «Яхта-2» (2.450 МГц), «Яхта-3» (915 МГц) и «Яхта-4» (533 МГц) и систему для сочетанной общей и локальной гипертермии «Яхта-5». «Яхта-5» концептуально повторяет более раннюю концепцию фон Арденна «Селектотерм», но использует для системного нагрева излучение с частотой 13.56 МГц и емкостную систему с частотой 40.68 МГц для локального нагрева. Хотя с 1985 г. в СССР и затем в России было произведено значительное количество этих устройств, единицы из них используются в настоящее время.

### 1985—1995
В этот период в США было протестировано около 30 прототипов. Компании Breakthrough Medical, Genemed, Omron, Olympus, Japan Crescent Co Ltd (Япония), Labthermex, Lund Scientific (Швеция), SMA (Италия), Getis (Германия), Sairem Ets (Франция), ГКНПЦ им. Хруничева представили свои концепции, которые часто выглядели перспективными, но остались прототипами. Концепции Bruker, ODAM (Франция) и Enthermics (США) пошли в серию, но были отозваны после неудачи клинических испытаний. Из новых систем закрепиться на рынке смогли только изделия Института фон Арденн и Heckel Medizintechik. Существенного прогресса действующих технологий не наблюдалось; напротив, в некоторых случаях новые технические улучшения ухудшали клинические результаты.
После 1985 г. был представлен ряд емкостных радиочастотных гипертермических системы с рабочей частотой 13.56 МГц: «Онкокэр» (Oncocare) от Bruker, «Жасмин 3.1000» (Jasmin 3.1000) от ODAM (Франция), HEH-500 C от OMRON (Япония), Endoradiotherm 100A от Olympus (Япония), IH-500T от Japan Crescent Co Ltd (Япония). «Жасмин» был мощной системой емкостного типа с одним верхним и двумя нижними аппликаторами, каждый с отдельным РЧ-генератором мощностью 600 Вт (всего 1,800 Вт), способной перемещать фокус путём изменения выходной мощности каждого аппликатора. Хотя на фантоме было показано хорошее распределение нагрева, клинический эффект был более чем скромным. Система «Онкокэр» имела классический дизайн емкостной системы 13.56 МГц / 600 Вт с двумя симметричными электродами, и показала сходные клинические результаты. Обе системы были отозваны после публикации клинических результатов в 1989—1996 гг. Система HEH-500 C (OMRON) имела дизайн, сходный с Oncocare – два симметричных круглых электрода с генератором мощностью 500 Вт, – но также имела аппликатор для внутрипросветного применения. Несмотря на интенсивные клинические испытания, разработка HEH-500 C была прекращена около 2000 г., причем последние публикации касались технических проблем нагрева и охлаждения. IH-500T (Japan Crescent Co Ltd) был сходен с HEH-500 C, но использовал низкую мощность менее 100 Вт Endotherm 100A был предназначен только для внутрипросветного применения, и также был прекращен около 2005 г. после клинических испытаний.
В конце 80-х гг. на смену системе BSD-1000 пришла новая концепция BSD-2000 с полностью новым аппликатором SIGMA-60. Рожковые излучатели были заменены на 8 парных дипольных антенн с другими частотными характеристиками (70-100 МГц вместо 50-110 МГц в BSD-1000) и улучшенной компьютерной регулировкой фазы и амплитуды. Несмотря на лучшие технические параметры новой системы, глубокий нагрев был таким же или хуже, чем у BSD1000. Острая токсичность была процедур-лимитирующей в 50 % случаев, а системный стресс — в 30 % случаев; те же параметры токсичности сохранились до конца 2000-х.
Около 1987 г. фон Арденн в сотрудничестве с отделением дерматологии клиники Шарите разработал новую открытую (бескапсульную) концепцию «ИРАТЕРМ» (IRATHERM), основанную на использовании инфракрасного излучения ближнего диапазона (ИК-A, 760—1400 нм). В 1992 г. была представлена система для экстремальной общей гипертермии «ИРАТЕРМ 2000» (IRATHERM 2000 Архивная копия от 13 декабря 2014 на Wayback Machine) с 5 группами излучателей — 2 вентральными и 3 дорзальными. Имеется данные исследований I/II фазы об эффективности и безопасности IRATHERM 2000, но данные РКИ отсутствуют.
Основной проблемой открытой концепции ИК-A является активное сопротивление тела нагреву. Мощность охлаждения потоотделением может достигать 1400 Вт, что приводит к удлинению периода нагрева (до 5-7 ч до достижения 42°С), значительным потерям жидкости (до 2 л/ч) и развитию дегидратации и электролитных расстройств; это создает необходимость эффективного мониторинга электролитного баланса и жизненных функций и повышает частоту осложнений.
В 1994 г. была представлена система для умеренной общей гипертермии (до 40,5°С) «ИРАТЕРМ 1000» (IRATHERM 1000 Архивная копия от 13 декабря 2014 на Wayback Machine), а в 1999 г. — система для мягкой общей гипертермии (до 38,5°С) «ИРАТЕРМ 800» (IRATHERM 800 Архивная копия от 13 декабря 2014 на Wayback Machine), обе в основном для внеонкологического применения.
В 90-х гг. была представлена открытая ИК-A-система для общей гипертермии Heckel HT3000, фактически, упрощенный аналог концепции фон Арденн, всего с 4 излучателями, расположенными только вентрально. Это уменьшает «ворота» для излучения и может приводить к повышению времени нагрева и кожной токсичности. В то же время, система HT3000 использует обычную функциональную кровать с удобным матрацем вместо жесткой кушетки «ИРАТЕРМ», часто вызывающей развитие пролежней (8 % степени III—IV). Данных по клинической эффективности и безопасности системы HT3000 нет.
Около 1995 г. была представлена система для общей гипертермии «Акватерм» (Aquatherm) компании Enthermics Medical Systems, разработанная Робинс с соавт. в университете Висконсина. Система основана на нагреве посредством инфракрасного излучения дальнего диапазона (ИК-C), и изначально разрабатывалась с учетом фактора потоотделения. Пациент помещается в полый цилиндр (кроме головы), поверхность которого нагревается до 65°С (55-70 °C), и, следовательно, становится инфракрасным излучателем, в основном в диапазоне ИК-C; температура воздуха на поверхности кожи достигает 45-55°С. Ввиду высокой влажности в цилиндре (>90 %), потоотделение блокируется, а остаточные потери тепла с дыханием и посредством конвекции несущественны. В результате нагрев происходит быстро (<80 мин.) и может быть достигнут при низкой мощности (500—1000 Вт) и без существенных потерь жидкости. После провала клинического исследования в 2004 г. «Акватерм» был отозван.
Два емкостных прототипа с частотой 40.68 МГц под названием «Супертерм ЭП-40» и «Экстратерм» были разработаны в Медицинском радиологическом центре (Обнинск) в сотрудничестке с ГКНПЦ им. Хруничева около 1995 г. «Супертерм ЭП-40» в целом копирует конструктивную схему «Термотрона» с планарными оппозитными электродами, закрепленными на гентри. «Экстратерм» повторяет идею «Селектотерм» фон Арденн со сканирующими электродами. Данных по их эффективности и безопасности недостаточно.
В HПО «Полет» (Нижний Новгород) около 1995 г. была разработана система для общей гипертермии «ЮГ-ВЧГ» Архивная копия от 19 апреля 2015 на Wayback Machine (13,56 МГц), в целом повторяющая схему «Яхты-5», но без установки для локального нагрева. Данных для оценки её эффективности и безопасности недостаточно.

### 1995—2005
Около 1998 г. появилась итальянская емкостная локальная система «Синхротерм-РФ» (Synchrotherm-RF) компании Due.R srl, в целом основанная на идеях Левин 70-х гг., но выполненная по классической емкостной схеме (13,56 МГц / 600 Вт) с двумя электродами (без перекрестных полей). Около 2005 г. была представлена система Synchrotherm-Pulsar с двумя парами перекрестных электродов и удвоенной мощностью (1200 Вт). «Синхротерм», как и прототип Левин, имел гибкие электроды без жесткой фиксации, что вряд ли можно считать удачным решением при частоте 13.56 МГц, принимая во внимание неизбежность формирования «горячих пятен» при отклонении от планарности вследствие хорошо известной нестабильность ближнего РЧ-поля в высокочастотном диапазоне (3-30 МГц). Эти ошибки, простительные для 70-х гг., были явным анахронизмом в преддверии 2000-х, и стали причиной упадка «Синхротерм» в 2011 г. Данные по эффективности и безопасности систем Synchrotherm отсутствуют.
В 2000 г. был внедрен новый аппликатор для системы BSD-2000 «Сигма-Ай» (SIGMA-Eye) с 3-мерной регулировкой ввиду недостаточной фокусирующей способности предыдущего 2-мерного аппликатора SIGMA-60. Наряду с утроением количества антенн (всего 24 в 3 группах), частота была повышена до 100 МГц для уменьшения размера центрального пика. Хотя сообщается об улучшении регулировки, нагревательная способность нового аппликатора оказалась в 2-2.5 раза хуже, чем у предыдущего аппликатора SIGMA-60, при этом формирование «горячего пятна» непосредственно перед целевой областью практически неизбежно, локализация других «горячих пятен» труднонепредсказуема, и в общем имеет место гомогенный нагрев всего объёма вместо селективного нагрева целевой области. Термометрия в реальном времени является единственной возможностью контролировать процесс, но для этого не существует удовлетворительного технического решения. Фактически, единственным решением является МР-термометрия, но она все ещё относительно применима только для термометрии конечностей и малого таза с рядом ограничений. Кроме того, встроенная МР-термометрия делает BSD-2000 исключительно исследовательской технологией ввиду дороговизны и сложности в применении и содержании.
Около 2000 г. была представлена инновационная концепция EHY2000 компании Oncotherm, основанная на новой технологии модулированной электрогипертермии (МЭГТ, онкотермии). Основной идеей технологии является использование не зависящих от температуры эффектов электромагнитных полей, основанных на поглощении энергии, внеклеточном нагреве и модуляции при отрицании центральной роли температуры. Емкостная система с частотой 13,56 МГц и мощностью 150Вт имеет необычный дизайн: вместо концепции высокой мощности и интенсивного охлаждения применена концепция низкой мощности и умеренного физиологического охлаждения; необходимость термометрии упраздняется использованием низкой мощности и «кожного сенсора»; для обеспечения стабильности РЧ-поля и повышенния поглощение энергии в зоне интереса применены функционально асимметричные электроды (по аналогии с монополярной схемой при электрохирургии) и специальная фрактальная модуляция несущей частоты. В настоящее время инициировано и выполняется несколько рандомизированных исследований по модулированной электрогипертермии.

### После 2005 г.
В 2006 г. вышла на рынок система Celsius TCS компании Celsius 42+ (Германия). Система представляет собой реплику традиционной емкостной системы 13.56 МГц / 600 Вт с двумя жесткими симметричными электродами и интенсивным поверхностным охлаждением (аналог систем Oncocare, Synchrotherm, HEH-500 C, Getis и пр., ушедших или отозванных с рынка). Первоначально производитель использовал для продвижения клинические данные других систем. Нагрев, показанный in vivo, оказался неудовлетворительным. Исследование II фазы при метастатическом колоректальном раке закончилось неудачей.
Около 2009 г. компания Oncotherm разработала новую «мультилокальную» систему EHY-3010 ML. Заявлено, что использование технологии тканых электродов практически неограниченного размера позволяет одновременно воздействовать на множественные опухоли и метастазы без системного нагрева и перегрева здоровых тканей.
Наблюдается взрывной интерес к гипертермии в Китае. Компаниями ZongHen Medical (линейка ZD), Shanghai Songhang Industry (линейка ZRL), Jilin MoreStep (линейка NRL) и др. было представлено несколько гипертермических систем, разработанных в жанре технической эклектики. Типичным примером является система MoreStep NRL-3000: за основу взят базовый дизайн «Термотрон» (гентри с фиксированными оппозитными электродами), но с открытой ISM частотой 13.56 МГц, перекрестными парами электродов (идея LeVeen) и капсулой для сочетанной общей гипертермии (идея фон Арденн).
До настоящего момента отсутствуют данные, подтверждающие эффективность новых китайских концептов. РКИ II фазы по термохимиотерапии (ТХТ) (40,68 МГц, 1500 Вт, перекрестные электроды), выполненное на 80 пациентах с немелкоклеточным раком легкого, дало негативный результатː различия по клиническим исходам отсутствовали (p=0,69). ̪Сообщается, что ТХТ улучшала качество жизни (КЖ) (только по совокупности 4 параметров, тогда как по каждому параметру в отдельности достоверные отличия отсутствовали), но КЖ имеет значение при паллиативном лечении, а не при радикальном.
В начале 2015 г. BSD Medical Corporation окончательно ушла из гипертермии и полностью сконцентрировавшись на термоабляции, сменив название на Perseon Corporation.ːГипертермические активы BSD Medical перешли к вновь созданной компании Pyrexar MedicaL.

### Нетермозависимые технологии как развитие онкологической гипертермии
Около 2000 г. была представлена первая нетермозависимая гипертермическая технология электрогипертермии, разработанная венгерским биофизиком А.Сасом. Ввиду нарастающего количества свидетельств несостоятельности температурной концепции гипертермии, в электрогипертермии был сделан акцент на нетермозависимых эффектах электромагнитных полей, само существование которых отрицается после того, как Кристи в 30-х гг. сформулировал «термальную догму».
В настоящее время реализован и коммерциализирован целый ряд нетермозависимых технологий, основанных на непосредственном эффекте электромагнитных полей (См. Онкологическая электромагнитная терапия).
После того, как нетермическая технология «противоопухолевых полей» (Tumor Treating Fields (TTF)) компании NovoCure Ltd Архивная копия от 18 декабря 2014 на Wayback Machine (Израиль) благополучно закончила исследование III фазы в США (причем исследование было прекращено досрочно ввиду преждевременного получения положительного результата) и получила разрешение FDA на клиническое применение, отрицать реальность электрополевых эффектов более невозможно. В 2009 г. экспериментально показано, что нетермозависимые эффекты могут превосходить термические по мощности в 2-3 раза.
Благополучное завершение исследования по TTF и получение ею разрешения FDA менее чем за 5 лет особенно показательно на фоне неудачи гипертермических исследований и отказа FDA от выдачи разрешений на применение гипертермических технологий в США уже в течение 25 лет,.
Технология модулированной электрогипертермии как нетермозависимая гипертермическая технология является примером возможного направления дальнейшего развития онкологической гипертермии.

## Клиническое применение онкологической гипертермии
После более чем 50 лет интенсивного развития, несмотря на наличие почти 10 000 публикаций (по данным PubMed), 50 монографий и руководств и более 700 клинических исследований, гипертермия так и не вошла в практику онкологии.
В США, мировом лидере по количеству и объёму гипертермических исследований, ни одно устройство для глубокой гипертермии до сих пор не разрешено к клиническому применению (только для исследовательских и гуманитарных целей). Хотя в 80-90 годы гипертермические программы имели практически все ведущие университеты США, в настоящее время гипертермия сохранилась только в маленьком частном институте Джеймса Бичера Beecher Cancer Institute. Последняя исследовательская программа в частном университете Дьюк при поддержке производителя гипертермического оборудования BSD Medical Corporation закрыта в 2013 г., текущие исследования прекращены). Спонсор программы BSD Medical в 2015 г. избавился от гипертермических активов и провел ребрендинг, сменив название на Perseon Medical, и сосредоточился исключительно на термоабляции (обанкротился в августе 2016 г.).
Руководство «Всеобщей национальной онкологической сети» (NCCN, США) упоминает (но не рекомендует) гипертермию как один из возможных вариантов применения при рецидивном локорегиональном раке молочной железы (рак грудной стенки) и при саркомах мягких тканей после неудачи хирургического или лучевого лечения, то есть как терапию 3-4 линии (терапия «последней надежды»). Включение гипертермии при раке молочной железы в 2007 г. вызвало значительные дискуссии и противоречия между членами комитета NCCN, и стало рекомендацией 3 категории (основанной на любом уровне доказательности при значительных несогласиях). В частности, Берил МакКормик Архивная копия от 26 октября 2014 на Wayback Machine из отделения радиационной онкологии Мемориального центра Слоан-Кеттеринг была против.
В 2005 г. Правительство Австралии на основании фундаментального систематического обзора микроволновой гипертермии, выполненного Национальным советом по здравоохранению и медицинским исследованиям, и давшего заключение об отсутствии доказательств эффективности гипертермии, прекратило дальнейшие клинические исследования гипертермии, отозвало регистрацию гипертермического оборудования и запретило возмещать стоимость гипертермического лечения из средств обязательного страхования.
После публикации в 2000 г. исследования Голландской группы по глубокой гипертермии гипертермия была разрешена Министерством здравоохранения Нидерландов для применения в сочетании с радиотерапией при местнораспространенном раке шейки матки.
В 2005 г. Федеральный Объединенный Комитет (G-BA) ФРГ на основе 800-страничного систематического обзора дал следующее заключение:
"В отношении метода "гипертермии (в числе прочего, общая гипертермия, локальная гипертермия, гипертермия как адъювантная терапия в дополнение или в комбинации с лучевой или химиотерапией)", настоящий обзор не подтвердил, что эффективность, медицинская необходимость и соотношение цены и качество данных лечебных процедур — в сравнении с методами, уже оплачиваемыми больничными кассами, — могут приниматься как должное в соответствии с нынешним уровнем научных знаний. Таким образом, этот метод не может быть одобрен для возмещения обязательным медицинским страхованием при амбулаторной медицинской помощи. G-BA принимает решение об исключении гипертермии."
После 2005 года, гипертермия официально исключена из перечня одобренных для клинического применения в Германии методов. Аналогичное решение приняли в 2010 г. власти Австрии на основании двух независимых систематических обзоров института Людвига Больцмана по оценке медицинских технологий Архивная копия от 5 октября 2016 на Wayback Machine (Вена, Австрия), вновь признавших доказательства эффективности гипертермии недостаточными. В ответ на критику обзора со стороны гипертермического сообщества было подтверждено, что, в силу недостаточных доказательств, гипертермия не может быть включена в перечень, и отмечена сильная коммерческая заинтересованность ведущих авторов гипертермических публикаций. Попытки добиться включения гипертермии в перечень после публикации исследования Issels с соавт. (2010) успеха не принесли. Тем не менее, гипертермия в Германии оплачивается по частной страховке, а в Италии включена в перечень разрешенных методов.
В Японии, после провала двух мультицентровых международных РКИ III фазы, гипертермия фактически выведена из применения во всех государственных и университетских учреждениях, хотя формально остается разрешенным методом.
В России гипертермия указана как радиомодификатор в перечне высокотехнологичной медицинской помощи. Срок действия всех имеющихся методических рекомендаций (по лечению поздних лучевых повреждений, терморадиотерапии рака простаты и многокомпонентным программам лечения рака шейки матки, вульвы, влагалища и прямой кишки в условиях радиосенсибилизирующего действия локальной лазерной гипертермии) истек. Нет сведений о применении этих методик за пределами институтов-разработчиков. Других рекомендаций по применению гипертермии не существует.

### Безопасность онкологической гипертермии
Хотя большинство исследований сообщает об удовлетворительной переносимости и безопасности гипертермии, безопасность гипертермии не может считаться доказанной. Частота непосредственных осложнений при гипертермии превышает 50̥ %, что вряд ли можно считать приемлемым для клинического применения. Остаются открытыми вопросы усиления метастазирования и термоповреждения глубоких тканей при гипертермии.
В большинстве исследований показана тенденция к сниженной выживаемости при гипертермии, а в ряде случаев показано достоверное снижение выживаемости. Повышение выживаемости показано лишь в 2 РКИ по раку шейки матки, но эти исследования несут критические искажения, при этом их результаты дезавуированы негативными результатами позднейшего РКИ высшего уровня доказательности и результатами повторных исследований.
Снижение выживаемости может быть следствием прогрессирования заболевания (рецидивирования/метастазирования) и/или термоповреждений внутренних органов. В некоторых РКИ показано повышение частоты метастазирования, в других выживаемость снижается без повышения частоты метастазов; в некоторых исследованиях авторы уходят от выяснения причин снижения выживаемости. Ухудшение выживаемости при гипертермии при отсутствии прироста метастазирования и локальных рецидивов, показанное в ряде РКИ, заставляет предположить роль неустановленных термоповреждений внутренних органов.
Проблема термоповреждения глубоких органов и тканей при гипертермии не исследована должным образом. Не существует ни одного исследования, оценивающего непосредственные осложнения глубокой гипертермии, хотя известно, что при поверхностных опухолях частота ожогов колеблется на уровне 30-46 %, в том числе 16-18 % III—IV степени токсичности, притом, что поверхностная температура достаточно хорошо контролируется. Нет оснований полагать, что при глубокой гипертермии при весьма условном термоконтроле частота «горячих пятен» меньше. Имеются сведения об отсроченных осложнения вследствие термоповреждения, в частности об аваскулярных остеонекрозах у детей и подростков, переломах ребер, некрозах мягких тканей. Также имеет место нейротоксичность.
В исследовании Valdagni (1988) в группе терморадиотерапии (18 человек) имели место 4 случая опухоль-независимой летальности, в том числе случай токсичности 5 степени (летальный разрыв сонной артерии), и два случая остеонекроза IV степени тяжести. Два случая разрыва сонной артерии вследствие гипертермии описаны Lindholm с соавт. (1990) (один привел к летальному исходу). В прекращенном РКИ III фазы по термохимиорадиотерапии рака шейки матки зафиксирован случай смерти, связанной с лечением.
И частота метастазирования, и термотоксичность гипертермии растут по мере роста температуры, что определяет отрицательный терапевтический диапазон гипертермии.
Хотя сообщается, что общая гипертермия достаточно безопасна при условии надлежащего контроля жизненных функций, она, тем не менее, может приводить к развитию синдрома мультиорганной дисфункции (MODS), а в единственном РКИ III фазы по общей гипертермии показано достоверное ухудшение выживаемости.

## Концепция онкологической гипертермии
Первоначальная концепция гипертермии начала 60-х гг. основывалась на известном факте дефектности опухолевого кровотока: гиповаскуляризация превращает опухоль в «ловушку для тепла» и позволяет перегревать её относительно окружающих тканей, которые эффективно охлаждаются термоиндуцированным кровотоком; нагрев свыше 43-44 °C вызывает гибель опухоли, хотя точный механизм был неизвестен. Этот подход получил название экстремальной гипертермии. Токсичность этого подхода хорошо осознавалась, и Crile прямо писал, что экстремальную гипертермию целесообразно использовать только в случае радиорезистентных опухолей.
В середине 60-х гг. Манфред фон Арденн заявил об «открытии области практически бесконечной селективности между раковыми клетками и здоровыми клетками при лечении рака посредством экстремальной гипертермии». Положение о повышенной термочувствительности злокачественных тканей легло в основу концепции гипертермии.
В 70-е гг. возникла идея о возможности практически бесконечной селективности экстремального нагрева, основанной преимущественно на работах Storm с соавт., которые сообщили о невероятном градиенте температур в 8-10 °C между опухолью и окружающими тканями.
В 80-х гг. концепция экстремальной гипертермии получила окончательное завершение после объяснения температурных особенностей опухолевого кровотока: нагрев свыше 42,5 °C вызывает падение опухолевого кровотока вследствие ангиоблокады, вызванной дефектностью строения новообразованных сосудов опухоли, с последующим развитием гипоксии, ацидоза и некроза ткани опухоли.
Осознание ограничений экстремальной гипертермии, в частности, невозможности нагрева до экстремальных температур ввиду лимитирующей токсичности, привело к попытке «перезагрузки» гипертермии: вместо экстремальной была предложена концепция «умеренной» гипертермии (40-42 °C), основанная на её способности повышать кровоток и оксигенацию тканей опухоли, обнаруженные Song с соавт..
Неэффективность умеренной гипертермии привела к скрытому возврату к экстремальной гипертермии, а также к появлению концепции «критической», сверхэкстремальной гипертермии (43.5-44 °C).

### Критика концепции онкологической гипертермии
Доминирует мнение, что безуспешность внедрения гипертермии отражает присущие ей внутренние ограничения, и связана с несостоятельностью температурной концепции онкологической гипертермии.

### Проблема лимитирующей токсичности и терапевтического диапазона
Экстремальная гипертермия (≥42 °C) невозможна по причине лимитирующей токсичности вследствие фактического отсутствия различий в термочувствительности между здоровыми и злокачественными тканями, а также незначительности градиента температур между опухолью и окружающими здоровыми ткаными.
Ранние данные in vitro о значительно более высокой термочувствительности злокачественных тканей сразу были поставлены под сомнение; показано, что большая часть таких результатов была следствием дефектов ранних экспериментов на изолированных клеточных линиях. Burger уже в 1967 г. показал, что термоповреждение здоровых тканей in vivo начинается после 41 °C. В настоящее время можно считать признанным, что значимые различия в терморезистентности между здоровыми и злокачественными клетками отсутствуют, в том числе in vitro: «При применении гипертермии in vitro не наблюдается фундаментальных различий между ответом нормальных и злокачественных клеток»; также отсутствует значимое химиопотенцирование in vitro.
При этом градиент температур между опухолью и окружающими здоровыми тканями при емкостном нагреве не превышает 1 °C, а в случае, например, технологии опоясывающих излучателей окружающие ткани нагреваются сильнее опухоли. Это ставит под вопрос достаточность и само наличие терапевтического диапазона гипертермии.
Ряд фактов и теоретических предпосылок позволяет предположить, что терапевтический диапазон гипертермии в ряде случаев может быть отрицательным.

### Проблема экстремального нагрева
Фактический возврат к экстремальной гипертермии и появление технологии критического нагрева (свыше 42,5˚С) имеет причиной кажущуюся недосказанность истории гипертермии: поскольку до сего времени экстремальная гипертермия (>42.5°С) никогда не достигалась, можно предположить, что если бы она была технически осуществлена, она была бы эффективной. Результаты экспериментов по комбинации общей и локальной гипертермии (ОГ+ЛГ) опровергают это мнение. Ещё в 90-х гг. в эксперименте на саркомах у собак было показано, что эта комбинация обеспечивает значительно лучший нагрев — до 42,9°С при ОГ+ЛГ против 41.3-41.7°С при ОГ и 39,9°С при ЛГ (р=0.0012), — и нагрев при ОГ+ЛГ гораздо равномернее. Термальная доза СЕМ 43° Т90 в группе ОГ+ЛГ была в 12 раз выше, чем в группе ЛГ (49 мин. и 4 мин. соответственно). Неожиданно, этот близкий к идеальному нагрев привел к гораздо худшим результатам, чем применение ЛГ: локальный контроль не улучшился (р=0.59), но метастазы в группе ОГ+ЛГ развивались достоверно в 2,4 раза чаще (р=0.02), при значительно более высокой токсичности лечения. Эти данные прямо противоречат термальной концепции гипертермии и заставляют предполагать, что экстремальная гипертермия может быть иллюзией, даже если будет технически осуществима. Ряд других результатов подтверждает это предположение: в частности, Хираока с соавт. сообщили, что клинический эффект при нагреве <43°С лучше, чем при >43°С; фон Арденн быстро отказался от комбинированной концепции «Селектотерм», и аналогичная система «Помп-Сименс» также была клинически неуспешной.

### Проблема температуры
Ни одно гипертермическое исследование до конца 90-х гг. не смогло показать корреляции между клиническими исходами и температурой (только в одном исследовании была показана корреляция с минимальной температурой, но в сочетании с размером опухоли), в связи с чем, начиная с 1996 г., температурный анализ в исследованиях опускается. В 2010 г. коллектив авторов из гипертермического центра университета Эразма (Роттердам, Голландия) показал в обширном ретроспективном исследовании, что, после поправки на размер опухоли, термальная доза CEM 43 °C T90 не коррелирует ни с одним клиническим исходом. Эти данные свидетельствуют о несостоятельности температурной концепции онкологической гипертермии.

### Проблема фокусировки и термометрии
Взаимосвязанная проблемы фокусировки излучения и термоконтроля представляется как главная или одна из главных технических проблем гипертермии, решение которой способно решить проблемы гипертермии в целом,. Критика указывает, что фокусировка и контроль в рамках онкологической гипертермии могут быть неразрешимой проблемой.
Проблематичность фокусировки состоит в том, что в 95 % показаний к гипертермии, а именно в случае множественных опухолей, больших опухолей, опухолей чувствительных локализаций и глубоких опухолей, искусственная фокусировка неэффективна, поскольку искусственный фокус неизбежно будет включать значительно бо́льший объём здоровых тканей. Температурный фокус, в отличие от радиационного при использовании мультилепестковых коллиматоров, может быть или круглым (эллиптическим), или цилиндрическим; невозможно получить достаточно крутой краевой температурный градиент, как при радиохирургии, поэтому гипертермия или недостаточно нагревает края опухоли, или повреждает чувствительные ткани; температурный фокус при внешней гипертермии (в отличие от интерстициальной) очень инерционен, формируется в течение десятков минут, и не может оперативно смещаться в случае, например, подвижной локализации опухоли (например, дыхательной экскурсии в легком или брюшной полости), поэтому должен по необходимости захватывать всю зону смещения целевого объёма, то есть ещё более значительный объём здоровых тканей. Включение в зону гипертермии значительного объёма здоровых тканей, особенно чувствительных локализаций, приводит к росту токсичности. Наконец, глубокая фокусировка, даже без учета захвата здоровых тканей, сама по себе является сложной и пока не решенной технической проблемой ввиду противоречия между длиной волны и глубиной проникновения (для создания точного фокуса нужна короткая волна со значительной глубиной проникновения, но глубина проникновения опережающе убывает по мере уменьшения длины волны). Проблема усугубляется «горячими пятнами», предупредить и контролировать которые не удается даже при наилучшем термоконтроле.
Термометрия при онкологической гипертермии критически важна для контроля безопасности, которая в основном связана с формированием т. н. «горячих пятен». Особенно опасны глубокие «горячие пятна», поскольку глубокие ткани не имеют терморецепторов и практически лишены ноцицепции, в связи с чем такие пятна и причиняемое ими повреждение не ощущаются пациентом. Избежать формирования «горячих пятен» в рамках гипертермии невозможно, поскольку она требует применения высокой мощности (0,5-2 кВт) в диапазоне частот лабильного поля (3-100 МГц). Любые варианты термоконтроля, включая МР-контроль, в принципе неспособны решить проблему «горячих пятен», и позволяют только избежать наиболее крупных и опасных из них. Традиционная инвазивная термометрия при помощи 2-4 датчиков практически бесполезна с точки зрения контроля безопасности, поэтому фактически вышла из употребления.
Проблема эффективного термоконтроля представляется нерешаемой ввиду отсутствия терапевтического диапазона гипертермии, вследствие чего совершенствование термоконтроля приводит к снижению нагрева и эффективности гипертермии. Так, исследование RTOG 89-08 II фазы, предпринятое на усовершенствованном оборудовании с улучшенным термоконтролем для исправления недостатков предыдущих исследований RTOG, не показало эффекта, хотя ранее исследование II фазы было позитивным. Совершенствование фокусировки и термоконтроля в системе BSD-2000 последовательно приводило к ухудшению нагрева по сравнению с предыдущими моделями.
Наконец, если вдруг проблему точной локализации нагрева при радиочастотном воздействии удастся решить, результирующий метод перестанет быть гипертермическим, поскольку понятно, что если есть возможность точно нагреть целевой объём до уровня прямого клеточного повреждения (ВИТТ-ТА) — это необходимо делать. Аналогичным образом, технология высокоинтенсивного сфокусированного ультразвука (HIFU), первоначально позиционируемая как гипертермическая, по мере технического совершенствования позиционировалась в области ВИТТ (65-85°С). Любая радиочастотная технология с точной фокусировкой и термоконтролем с необходимостью выйдет из диапазона гипертермии. Выход из диапазона гипертермии, безопасного для здоровых тканей, означает резкое сужение показаний, как это имеет место для всех технологий термоабляции, и потерю главного преимущества гипертермии — широкой сферы применения.
Таким образом, движение в направлении точной фокусировки и совершенного термоконтроля приводит не к решению проблем гипертермии, а к неэффективности или упразднению метода.

### Проблема несостоятельности умеренной гипертермии
Умеренная гипертермия (<42 °C) как радио- и химиомодификатор неэффективна по причине недостаточного и кратковременного улучшения перфузии и оксигенации опухоли. Это подтверждается данными иммуногистохимического исследования с маркерами гипоксии, выполненного Sun с соавт. из Мемориала Слоан-Кеттеринг, показавшего, что реальный эффект умеренной ГТ на микроциркуляцию является двунаправленным и незначительным.
Концепция умеренной гипертермии не учитывает также особенностей физиологии злокачественных опухолей. Так как опухоль не имеет собственных приводящих и отводящих сосудов и питается от кровотока окружающих тканей, изменения перфузии опухоли отражают изменение перфузии окружающих тканей, которая экспоненциально растет при росте температуры. Ввиду минимальной способность опухолей к регуляции сосудистого тонуса вследствие отсутствия резервных капилляров и мышечного слоя в новообразованных сосудах, основным механизмом увеличения перфузии в опухолях является шунтирование через крупные сосуды, не принимающие участия в газообмене (шунтирующая способность опухолей может быть настолько большой, что способна вызывать рефрактерную гипоксемию при опухолях легких ввиду огромного интрапульмонального шунтирования.) и повышение скорости кровотока в капиллярах, ухудшающее и без того плохой газообмен в опухоли (опухолевые капилляры атоничные и увеличены в диаметре, ввиду чего не обеспечивается плотный контакт эритроцита с сосудистой стенкой, необходимый для эффективного газообмена) ввиду уменьшения времени пассажа, поэтому, наряду с анатомическим шунтированием, развивается функциональное шунтирование и артериализации опухолевого кровотока. При этом массо-перенос кислорода в условиях умеренной гипертермии всегда будет повышенным, что регистрируется «макро-снимком» при помощи существующих полярографических методов измерения парциального давления кислорода в тканях, и интерпретируется как повышение оксигенации опухоли. Шунтированный кислород бесполезен с точки зрения радиомодификации, так как не приводит к улучшению оксигенации тканей, а долгосрочное ухудшение перфузии опухоли после кратковременного повышения во время гипертермии сводит на нет перспективы химиомодификации. Кроме того, рост перфузии опухоли при умеренной гипертермии неизбежно приводит к росту внутриопухолевого давления, усилению интерстициальных токов и росту вероятности лимфогенной диссеминации. В результате, в поздних работах школа Song вновь оперирует экстремальным нагревом 42,5 °C, называя его «умеренной гипертермией».
Современные данные говорят об отсутствии гипертермического химиопотенцирования на клеточном уровне при температурах менее 43°С.

## Доказательная база онкологической гипертермии
На 2012 г. в мире выполнено более 700 гипертермических клинических нерандомизированных исследований I—II фазы, в основном «открытых» обсервационных исследований без контроля. Основная масса таких исследований выполнена до 1995 года, и в подавляющем большинстве они демонстрируют в 1,5-2 раза более высокую эффективность, чем исследования со стандартной терапией.
Начиная с 1990 г. в мире выполнено 21 рандомизированных контролируемых исследований (РКИ) по электромагнитной гипертермии (всего 19 РКИ, но исследование DDHG включало три отдельных исследования: по раку мочевого пузыря, прямой кишки и шейки матки): 12 из них окончились неудачей, 2 дали сомнительный результат, 7 доложены как успешные.
РКИ II/III фазы Valdagni со соавт. прекращено по этическим соображениям. РКИ III фазы по термохимиолучевой терапии рака шейки матки Голландской группы по глубокой гипертермии и в университете Дюк (США) прекращены в связи с низким темпом набора. Ряд РКИ II/III фазы по общей гипертермии прекращены без указания причин.

### Критика доказательной базы онкологической гипертермии
В редакторской статье 1998 г. «Дым есть, а есть ли огонь?» DM Brizel подверг критике достоверность результатов выполненных на тот момент нерандомизированных исследований по гипертермии, отметив их крайне слабую организацию и огромное количество искажений. Например, в исследовании RTOG (84-01) III фазы частота полной локальной ремиссии при рандомизации снизилась более чем вдвое — с 68 % до 32 %, — по сравнению с нерандомизированным исследованием II фазы, и достоверно не отличалась от контроля (30 %). Ситуация, когда многообещающие результаты гипертермических исследований I—II фазы нивелируются или обращаются в результате рандомизации в независимых исследованиях, является стандартной. В настоящее время, при наличии 20 РКИ, результаты нерандомизированных исследований не должны приниматься во внимание.
Анализ РКИ по электромагнитной гипертермии, выполненных после 1990 г., показал, что из 20 таких РКИ результаты 11 признаны отрицательными самими авторами (при раке прямой кишки), а два — сомнительными (при раке мочевого пузыря). Показательно, что все исследования с независимым спонсорством дали отрицательный результат. Промежуточные результаты в РКИ по общей гипертермии были провальными (вдвое меньшая частота ремиссии и достоверное снижение общей и безрецидивной выживаемости в группе гипертермии), и привели к прекращению исследования.
Все 7 РКИ, результаты которых признаны авторами позитивными, несли серьезные искажения, с учетом которых их результаты становятся сомнительными или отрицательными. В частности, в исследовании по саркомам мягких тканей Issels et al. интенсивность базового лечения (хирургия + лучевая терапия + химиотерапия) в группе гипертермии была почти вдвое выше, чем в контрольной группе, при этом прирост локального контроля (частичная ремиссия) при гипертермии не превышал 15 %, и был значительно хуже, чем даже в контрольной группе аналогичного по предмету мета-анализа SMAC, а выживаемость достоверно не изменялась. В ряде исследований использовался неадекватный контроль, в связи с чем, например, 5-летняя выживаемость при раке шейки матки в контрольной группе исследования van der Zee et al. была почти вдвое ниже (23 % против 40-45 %), чем в исследованиях с применением стандартной радиотерапии; при этом 5-летняя выживаемость в группе гипертермии составила 41 % и была ниже, чем в радиотерапевтических исследованиях с адекватной дозой (45-48 %). Применение гипертермии при раке шейки матки на фоне адекватной радиотерапии не показало достоверных отличий по локальному контролю, но 5-летняя выживаемость в группе гипертермии была хуже, причем в группе IIb — достоверно хуже. Имели место также дефекты рандомизации, неполное преставление данных и неадекватный анализ.
В целом, существующие данные говорят об отсутствии клинической эффективности гипертермии.

### Оценка РКИ по электромагнитной гипертермии
(на основе с изменениями и дополнениями)
| Тип                    | Авторы                  | Год  | Локализация                                  | Спонсоры         | Резюме       | Оценка                  |
| ---------------------- | ----------------------- | ---- | -------------------------------------------- | ---------------- | ------------ | ----------------------- |
| Поверхностная, внешняя | Kapp et al.             | 1990 | Голова и шея, грудная стенка, кожа, меланома | Независимые      | Негативное   | Негативное              |
| Поверхностная, внешняя | Perez et al.            | 1991 | Голова и шея, грудная стенка, кожа, меланома | Независимые      | Негативное   | Негативное              |
| Поверхностная, внешняя | Emami et al.            | 1992 | Голова и шея, грудная стенка, кожа, меланома | Независимые      | Негативное   | Негативное              |
| Поверхностная, внешняя | Engin et al.            | 1993 | Голова и шея, грудная стенка, кожа, меланома | Независимые      | Негативное   | Негативное              |
| Поверхностная, внешняя | Vernon et al.           | 1996 | Голова и шея, грудная стенка, кожа, меланома | Гипертермические | Позитивное   | Негативное              |
| Поверхностная, внешняя | Overgaard et al.        | 1996 | Меланома                                     | Гипертермические | Позитивное   | Негативное              |
| Поверхностная, внешняя | Jones et al.            | 2005 | Голова и шея, грудная стенка, кожа, меланома | Гипертермические | Позитивное   | Негативное              |
| Глубокая, внешняя      | Trotter et al.          | 1996 | Рак прямой кишки                             | Независимые      | Негативное   | Негативное              |
| Глубокая, интерстиц.   | Emami et al.            | 1996 | Голова и шея, малый таз                      | Независимые      | Негативное   | Негативное              |
| Глубокая, интерстиц.   | Sneed et al.            | 1998 | Мультиформная глиболастома                   | Независимые      | Позитивное   | Сомнительное            |
| Глубокая, внешняя      | van der Zee et al.      | 2000 | Прямая кишка                                 | Гипертермические | Негативное   | Негативное              |
| Глубокая, внешняя      | van der Zee et al.      | 2000 | Мочевой пузырь                               | Гипертермические | Сомнительное | Негативное              |
| Глубокая, внешняя      | van der Zee et al.      | 2000 | Шейка матки                                  | Гипертермические | Позитивное   | Сомнит./Клин.незначимое |
| Глубокая, внешняя      | Harima et al.           | 2001 | Шейка матки                                  | Гипертермические | Позитивное   | Сомнит./Клин.незначимое |
| Глубокая, внешняя      | Vasanthan et al.        | 2005 | Шейка матки                                  | Независимые      | Негативное   | Негативное              |
| Глубокая, внешняя      | Mitsumori et al.        | 2007 | NCSLC                                        | Независимые      | Негативное   | Негативное              |
| Глубокая, внешняя      | Issels et al.           | 2010 | Саркомы мягких тканей                        | Гипертермические | Позитивное   | Негативное              |
| Глубокая, внешняя      | Shen et al.             | 2011 | NSCLC                                        | Гипертермические | Сомнительное | Негативное              |
| Глубокая, интерстиц.   | Zolciak-Siwinska et al. | 2013 | Шейка матки                                  | Независимые      | Негативное   | Негативное              |
| Глубокая, внешняя      | Harima et al.           | 2016 | Шейка матки                                  | Гипертермические | Негативное   | Негативное              |
| Глубокая, внешняя      | Flameling et al.        | 2015 | Шейка матки                                  | Гипертермические | Негативное   | Негативное              |
| Общая                  | Bakhshandeh et al.      | 2004 | Мезотелиома плевры                           | Гипертермические | Негативное   | Негативное              |
| ИТОГО                  |                         |      | НЕГ-СОМН-ПОЗ                                 |                  | 12-2-7       | 18-3-0                  |

### Искажения позитивных РКИ по электромагнитной гипертермии
(на основе с изменениями)
| Автор              | Год  | Локализация   | Неадекват. контроль | Дефекты рандомиз. | Подбор пациентов | Неполные данные | Некоррект. дизайн | Системат. искажение | Неадекват. анализ |
| ------------------ | ---- | ------------- | ------------------- | ----------------- | ---------------- | --------------- | ----------------- | ------------------- | ----------------- |
| Vernon et al.      | 1996 | Поверхностная | Х                   | ?                 | ?                | Х               | Х                 | —                   | Х                 |
| Overgaard et al.   | 1996 | Поверхностная | Х                   | —                 | ?                | Х               | Х                 | —                   | Х                 |
| Sneed et al.       | 1998 | Глубокая      | X                   | —                 | —                | —               | —                 | —                   | Х                 |
| Jones et al.       | 2005 | Поверхностная | X                   | Х                 | Х                | Х               | —                 | —                   | Х                 |
| van der Zee et al. | 2000 | Глубокая      | Х                   | —                 | —                | Х               | Х                 | —                   | Х                 |
| Harima et al.      | 2001 | Глубокая      | Х                   | —                 | Х                | —               | X                 | —                   | X                 |
| Issels et al.      | 2010 | Глубокая      | Х                   | —                 | —                | —               | —                 | Х                   | Х                 |

### Критика систематических обзоров и мета-анализов по электромагнитной гипертермии
Все независимые обзоры гипертермии дали отрицательный результат.
Фундаментальный систематический обзор микроволновой гипертермии, выполненный Национальным советом по здравоохранению и медицинским исследованиям по заказу Правительства Австралии, дал заключение об отсутствии доказательств эффективности гипертермии; более того, эффективность терморадиотерапии была ниже эффективности стандартной радиотерапии. На основании обзора рекомендовано прекратить возмещение гипертермического лечения из средств социального страхования, отозвать регистрацию гипертермических систем и прекратить гипертермические осследования ввиду бесперспективности. На основании еще более фундаментального (872 стр.) систематического обзора Федерального Объединенного Комитета (G-BA) ФРГ в 2005 г. гипертермия была исключена из перечня полезных методов в Германииː
"В отношении метода "гипертермии (в числе прочего, общая гипертермия, локальная гипертермия, гипертермия как адъювантная терапия в дополнение или в комбинации с лучевой или химиотерапией)", настоящий обзор не подтвердил, что эффективность, медицинская необходимость и соотношение цены и качество данных лечебных процедур — в сравнении с методами, уже оплачиваемыми больничными кассами, — могут приниматься как должное в соответствии с нынешним уровнем научных знаний."
Два независимых систематических обзора института оценки медицинских технологий им. Людвига Больцмана (Вена, Австрия) также не показали эффективности гипертермии. Критический анализ рандомизированных исследований по гипертермии, выполненный с позиции «нулевой гипотезы» с тщательным анализом искажений, также дал негативное заключение.
Все опубликованные позитивные обзоры, систематические обзоры и мета-анализы по электромагнитной гипертермии, в том числе кокрейновские, выполнены гипертермическим сообществом и построены на игнорировании негативных данных и/или несут критические искажения, при этом количество таких обзоров значительно превышает количество позитивных исследований.
Так, в кокрейновский систематический обзор по РКИ терморадиотерапии рака прямой кишки  необоснованно включены четыре позитивных нерандомизированных исследования; два оставшихся исследования с надлежащей рандомизацией негативны, но даже включив ненадлежащие исследования, авторы не смогли дать позитивного заключения по эффективности терморадиотерапии. (Примечание (23.01.2017)ː обзор отозван, в настоящее время опубликован только протокол Архивная копия от 2 февраля 2017 на Wayback Machine).
Кокрейновский систематический обзор РКИ по гипертермии рака шейки матки выполнен авторами позитивных РКИ на основе ложной трактовки "стандартной радиотерапии" (заявлено, что СОД 60 Гр является адекватной, тогда как неадекватность доз менее 70 Гр общепризнана), поскольку неадекватность радиотерапии в этих РКИ неоднократно отмечалась и подвергалась критике. Тем не менее, однозначного позитивного заключения также сделать не удалось. Публикация в 2016 г. отрицательных результатов голландского РКИ III фазы, выполненного против адекватной радиотерапии, и неудача повторного РКИ группы Harima полностью опровергают предыдущие позитивные результаты при раке шейки матки.
Три систематических обзора с мета-анализом Datta NR выполнены с прямым нарушением принципов проведения систематических обзоров и мета-анализаː вместо мета-анализа результатов РКИ выполняется мета-синтез выборок РКИ без анализа самих РКИ, в том числе анализа искажений и оценки гетерогенности результатов. Как следствие, обзоры дают положительный результат (сомнительный в большинстве случаев) в основном в результате игнорирования предвзятости, связанной с преимущественной публикацией положительных результатов (publication bias ). В частности, в отношении СО при раке шейки матки показано, что авторы отобрали 6 ненадежных позитивных доказательств из 11 доступных и проигнорировали 5 надежных отрицательных.
В независимых источниках отмечается замкнутость гипертермического сообщества, его саморецензируемый характер, а также сильная коммерческая заинтересованность лидеров мнений.

### Критика и перспективы гипертермических исследований
В 1979 г. один из «отцов» научной гипертермии В. Дьюи опубликовал короткую статью, в которой дал рекомендации по молекулярным, клеточным и экспериментальным исследованиям в области гипертермии. Статья отражает зрелое понимание проблем гипертермии и тот факт, что все имеющие на тот момент данные Дьюи рассматривал лишь как предварительные. Прогресс гипертермии с его точки зрения был невозможен без точного понимания молекулярных и клеточных эффектов гипертермии и разделения термических и нетермических эффектов. Необходимо было понять, есть ли клинически значимый эффект гипертермии вообще, и если есть, то насколько он относится к собственно гипертермии на фоне лучевого, радиочастотного, микроволнового и химиотерапевтического воздействия.
К сожалению, рекомендации Дьюи остались нереализованными. Гипертермия перешла к клиническим исследованиям, не решив своих фундаментальных проблем и не ответив на основополагающие вопросы — более того, проигнорировав негативные экспериментальные данные и уже вполне определенные признаки клинической несостоятельности. Провал рандомизированных исследований 90х-2000-х гг. в этих условиях был закономерным.
Перспективы гипертермических исследований после неудачи повторных РКИ, призванных подтвердить оспариваемую достоверность предшествующих РКИ не внушают оптимизма. Надежды, возлагаемые на РКИ HEAT Архивная копия от 19 апреля 2017 на Wayback Machine, необоснованы, поскольку исследование имеет принципиально неверных дизайнː исследуется комбинация гемцитабина, цисплатина и гипертермии против одного гемцитабина при местнораспространенном раке поджелудочной железы, при этом значительно более высокая эффективность комбинации гемцитабина с цисплатином против одного гемцитабина при данном состоянии давно подтверждена доказательствами первого уровня. Таким образом, ожидаемый положительный результат РКИ не позволит сделать заключения об эффективности гипертермии.

## Причины неудачи онкологической гипертермии
В числе причин клинической неудачи гипертермии обычно называют недостаточное финансирование, конкуренцию со стороны конвенциональных методов лечения, недостаточную информированность врачебного сообщества о возможностях гипертермии и технические проблемы, в частности проблему фокусировки и термоконтроля подразумевая, что сама по себе гипертермия, безусловно, эффективна. Критика указывает на несостоятельность этих аргументов.
В частности, дефицит финансирования в 2000-е годы связан с провалом гипертермических исследований 90-х гг., тогда как в момент пикового развития 80-90 гг. финансирование гипертермических исследований было избыточным, о чём говорит факт одновременного запуска 10 РКИ II/III фазы, наличие более 30 прототипов гипертермических устройств, программы Национального института рака США по их тестированию и публикация 50 монографий по гипертермии. В настоящее время вряд ли можно говорить о дефиците финансирования, учитывая проведение таких крупных РКИ как РКИ по саркомам мягких тканей (341 пациент) или текущее РКИ HEAT Архивная копия от 19 апреля 2017 на Wayback Machine (366 пациентов, 25 центров).
Обратной заявленной представляется также ситуация с информированностью врачебного сообщества, поскольку в конце 80-х гг. гипертермия была авансом включена отдельным разделом в наиболее популярное руководство по лучевой терапии Perez с соавт. (6 переизданий), ставшее основой для большинства последующих руководств, в том числе российских. Таким образом, современные врачи получают представление о гипертермии на основе благоприятных данных предварительных, нерандомизированных исследований 80-х годов, достоверность результатов которых давно поставлена под сомнение, и которые фактически были дезавуированы провалом РКИ 90-х годов. Фокусировка и термометрия не решают проблем гипертермии.
Обращается внимание на то, что по количеству исследований и публикаций гипертермия значительно превосходит любой популярный химиопрепарат, что, тем не менее, не привело к прогрессу клинического применения. Риторика о чрезмерной дороговизне клинических испытаний, приводимая в оправдание отсутствия прогресса клинического применения, свидетельствует об отсутствии потенциала развития гипертермии.
Основной причиной неудачи гипертермии является недостаточная эффективность и безопасность метода. Доминирует мнение, что безуспешность внедрения гипертермии отражает присущие ей внутренние ограничения.

## Перспективы гипертермии
Температурная онкологическая гипертермия, основанная на термальной догме, завершила цикл развития с отрицательным результатом. Дальнейший прогресс термотерапии в области гипертермии (41-45°С), основанный исключительное на идее нагрева, представляется маловероятным. Тем не менее, гипертермия сохраняет потенциал развития, связанный с нетермозависимыми технологиями. Поскольку в настоящее время установлено, что высокочастотные электромагнитные поля (ВЧЭМП) обладают собственным опухоль-повреждающим эффектом, не зависящим от температуры, но воздействие ВЧЭМП на ткани всегда сопровождается нагревом, именно температурный диапазон гипертермии, не приводящий к повреждению здоровых тканей, является оптимальным для применения таких технологий. Соответствующие технологии уже представлены на рынке и быстро развиваются.
Другим возможным направлением развития является создание таргетных ферромагнитных препаратов, способных селективно накапливаться в злокачественных клетках, и избирательно перегревать их до высоких температур (43 °C и более) при воздействии внешнего магнитного поля. Это интересное направление не вышло из доклинической фазы и связано с массой труднорешаемых проблем, в первую очередь токсичности и избирательности. Кроме того, в случае успеха эти технологии будут работать в диапазоне высокотемпературной термотерапии или термоабляции, то есть не будут гипертермическими.
Определенные перспективы связываются с разработкой систем для одновременной гипертермии и радиотерапии. Предпринимаются попытки применения гипертермии в сочетании с протонной радиотерапией (HYPROSAR).

## Заключение
После более чем 50 лет интенсивного развития, несмотря на наличие почти 10 000 публикаций, более 50 монографий и руководств и более 700 клинических исследований, классическая (температурная) онкологическая гипертермия остается экспериментальной дисциплиной с неясными клиническими перспективами.
В целом, поскольку гипертермия, в общем, не улучшает результатов, полученных при стандартном лечении по эффективным протоколам, но существенно усиливает токсичность, есть сомнение в её полезности вообще, так как равный или лучший эффект может быть получен при применении стандартной терапии с более низкой токсичностью и меньшими трудозатратами.
Тем не менее, 50-летняя история онкологической гипертермии сыграла огромную роль в формировании научной базы термотерапии: по сути дела, все современные виды термотерапии эволюционировали из гипертермии или гипертермических исследований.
Перспективы развития онкологической гипертермии связаны с созданием таргетных ферромагнитных препаратов и развитием нетермозависимых гипертермических технологий.

### Примечание о системной многоэтапной терапии рака фон Арденн
Заключение по гипертермии не относятся к системной многоэтапной терапии рака фон Арденна (sCMT), так как sCMT является комбинацией двух различных лечебных факторов — гипергликемии и гипертермии, — где гипергликемия является ведущим, более мощным фактором, а гипертермия — лишь усилителем эффекта. В частности, гипергликемия сама по себе способна полностью блокировать кровоток в опухоли, тогда как гипертермия не способна блокировать кровоток при температурах ≤43.5 °C. Применение гипертермии на фоне гипергликемии вызывает значительное повышение температуры опухоли и достоверное снижение pH, тогда как без гипергликемии закисление опухоли при гипертермии несущественно. 

### Примечание о гипертермической химиоперфузии
Несмотря на то, что практика регионарной гипертермической химиоперфузии берёт начало в начале 60-х гг., до сего дня нет возможности сделать обоснованные выводы об эффективности и безопасности технологии даже в отношении наиболее широко применяемой интраперитонеальной гипертермической химиоперфузии (HIPEC). ̺Хотя HIPEC является безусловным лидером гипертермических исследований (на ClinicalTrials.gov Архивная копия от 24 апреля 2021 на Wayback Machine на 05.10.2015 зарегистрировано 54 интервенционных исследования, в том числе 14 РКИ 3 фазы), только одно исследование посвящено сравнению нормотермической и гипертермической химиоперфузии, причем рабочая гипотеза состоит в том, что нормотермическая химиоперфузия не менее эффективна. Следует учесть также, что HIPEC, как правило, применяется в сочетании с циторедуктивной хирургией, то есть является лишь частью комбинированного лечения, и эффективность этой комбинации тоже не считается доказанной (в частности, серьёзные сомнения связаны с подбором пациентов для ЦРХ/HIPEC). Гипертермия при изолированной перфузии конечностей, исторически примененная первой, признана неэффективной. Аналогичная тенденция наблюдается в отношении изолированной перфузии печени, которая лишь «иногда сочетается с умеренной гипертермией».
Систематический обзор гипертермической химиоперфузии мочевого пузыря с митомицином-С показывает значительный эффект, но в основном на базе исследований фазы 0/1 с единственным РКИ, которое не зарегистрировано, и с критическим влиянием индустрии (основная масса исследований, включая РКИ, выполнена одной группой для системы одного производителя). Обращает на себя внимание расхождение между большим количеством публикаций и малым количеством зарегистрированных исследованийː из 6 исследований, зарегистрированных на ClinicalTrials.gov Архивная копия от 24 апреля 2021 на Wayback Machine на 05.10.2015, выполнено одно с неинтерпретируемым результатом и два выполняются (одно на эффективность, второе на безопасность); из трёх оставшихся одно прекращено, одно отозвано и одно не поддерживается. Как показывает опыт гипертермии, таких данных недостаточно для обоснованного заключения.

### Примечание о модулированной электрогипертермии
Модулированная электрогипертермия (онкотермия) позиционируется как гипертермическая технология нового поколения, основанная преимущественно на нетермических эффектах электромагнитных полей, что позволяет преодолеть ограничения классической температурной гипертермии. Предварительные данные исследований I/II фазы благоприятны. Два рандомизированных исследования, в том числе РКИ III фазы, подтвердили эффективность онкотермии.

## Сборники и монографии
1. Ardenne Mv. [Theoretical and Experimental Basis of Cancer Multistep Therapy] Theoretische u. experimentelle Grundlagen der Krebs-Mehrschritt-Therapie. 2nd Ed. Berlin, Volk u. Gesundheit, 1970-71 — 963 p.
2. Streffer C. Cancer therapy by hyperthermia and radiation: proceedings of the 2nd International Symposium, Essen, June 2-4, 1977. Urban und Schwarzenberg, 1978—344 p.
3. Александров Н. Н., Савченко Н. Е., Фрадкин С. З., Жаврид Э. А. Применение гипертермии и гипергликемии при лечении злокачественных опухолей. — М.: Медицина, 1980—256 с.
4. Александров Н. Н., Савченко Н. Е., Фрадкин С. З. Применение гипертермии при лечении злокачественных опухолей. М.: Медицина, 1980—598 стр.
5. Jain RK, Gullino PM. Thermal characteristics of tumors: applications in detection and treatment. New York Academy of Sciences, 1980—542 р.
6. Hahn GM. Hyperthermia and cancer. Plenum Press, 1982—285 p.
7. Bicher HI, Bruley DF. Hyperthermia. North American Hyperthermia Group Meeting. Plenum Press, 1982—192 p.
8. Dethlefsen LA, Dewey WG, National Cancer Institute (U.S.). Third international symposium, cancer therapy by hyperthermia, drugs, and radiation: a symposium held at Colorado State University, Fort Collins, Colorado, June 22-26, 1980; Sponsored by the National Cancer Institute. National Cancer Institute monograph 61. U.S. Dept. of Health and Human Services, Public Health Service, National Institutes of Health, National Cancer Institute, 1982—550 p.
9. Gautherie M, Albert E. Biomedical thermology: proceedings of an International Symposium held in Strasbourg, France, June 30-July 4, 1981. A.R. Liss, 1982—919 р.
10. Storm FK. Hyperthermia in cancer therapy. G.K. Hall Medical Publishers, 1983—566 p.
11. Hornback NB, Shupe RE. Hyperthermia and cancer: human clinical trial experience. CRC Press, 1984—176 p.
12. Overgaard J. Hyperthermic Oncology, 1984: Review lectures, symposium summaries and workshop summaries. Taylor & Francis, 1985—400 p.
13. Overgaard J. Hyperthermic Oncology: Proceedings of the Fourth International Conference on Hyperthermic Oncology, 1984. Taylor & Francis Group, 1984—1270 p.
14. Vaeth JM, Meyer J. Hyperthermia and radiation therapy/chemotherapy in the treatment of cancer. Karger, 1984—196 p.
15. Shitzer A, Eberhart RC. Heat transfer in medicine and biology: analysis and applications. Plenum Press, 1985—454 p.
16. Hyperthermia in cancer therapy: proceedings of the first annual meeting of the Japanese Society of Hyperthermic Oncology, November 19-20, 1984, Kyoto, Japan. Japanese Society of Hyperthermic Oncology. Meeting, Japanese Society of Hyperthermic Oncology. Japanese Society of Hyperthermic Oncology, 1985
17. Anghileri LJ, Robert J (M.D.) Hyperthermia in cancer treatment, Vol. 1. CRC Press, 1986—256 p.
18. Ross WM, Watmough DJ. Hyperthermia. Blackie, 1986—245 p.
19. Hand JW, James JR. Physical techniques in clinical hyperthermia. Research Studies Press, 1986—558 р.
20. Bruggmoser G. Locoregional high-frequency hyperthermia and temperature measurement. Springer-Verlag, 1986—143 р.
21. Жаврид Э. А., Осинский С. П., Фрадкин С. З. Гипертермия и гипергликемия в онкологии.- Киев: Наукова думка, 1987.- 256 с.
22. Streffer C. Hyperthermia and the therapy of malignant tumors. Springer-Verlag, 1987—207 p.
23. Henle KJ. Thermotolerance: Thermotolerance and thermophily. CRC Press, 1987—192 р.
24. Pérez CA, Brady LW, Becker A. Principles and practice of radiation oncology. Lippincott, 1987—1316 р.
25. Field SB, Franconi C. Physics and technology of hyperthermia, Vol. 1986. M. Nijhoff, 1987—664 р.
26. Hyperthermia and Oncology / Ed. by M. Urano, Evan B. Douple. Vol. 1: Thermal effects on cells and tissues. VSP, 1988—214 р.
27. Hinkelbein W. Preclinical hyperthermia. Springer-Verlag, 1988—261 р.
28. Paliwal B, Hetzel FW, Dewhirst MW, American Association of Physicists in Medicine, North American Hyperthermia Group. Biological, physical, and clinical aspects of hyperthermia. Published for the American Association of Physicists in Medicine by the American Institute of Physics, 1988—483 р.
29. Hyperthermia and Oncology / Ed. by M. Urano, Evan B. Douple. Vol. 2: Biology of thermal potentiation of radiotherapy. VSP, 1988—175 р.
30. Performance evaluation of hyperthermia equipment. AAPM report No.26, 1989 — 46 p.
31. Hyperthermia treatment planning. AAPM report No.27, 1989 — 57 p.
32. Sugahara T, Saitō M. Hyperthermic oncology. Taylor & Francis, 1989—950 р.
33. Field SB, Hand JW. An Introduction to the practical aspects of clinical hyperthermia. Taylor & Francis, 1990—572 p.
34. Gautherie M, Streffer C, Vaupel P, Hahn GM. Biological basis of oncologic thermotherapy. Springer-Verlag, 1990—169 p.
35. Lehmann JF. Therapeutic heat and cold. Williams & Wilkins, 1990—725 p.
36. Chato JC, Gautherie M, Paulsen KD, Roemer RB. Thermal dosimetry and treatment planning. Springer-Verlag, 1990—216 р.
37. Gautherie M, Cetas TC. Methods of hyperthermia control. Springer-Verlag, 1990—130 р.
38. Gautherie M. Interstitial, endocavitary, and perfusional hyperthermia: methods and clinical trials. Springer-Verlag, 1990 — 90 р.
39. Gautherie M. Methods of external hyperthermic heating. Springer-Verlag, 1990—143 р.
40. Bicher HI, McLaren JR. Consensus on hyperthermia for the 1990s: clinical practice in cancer treatment. Plenum Press, 1990—561 p.
41. Гусев А. Н., Сигал В. Л., Осинский С. П. Теплофизические модели гипертермии опухолей. К.: Наукова думка, 1989—175 с.
42. Hyperthermia and Oncology / Ed. by M. Urano, Evan B. Douple. Vol. 3: Interstitial Hyperthermia: physics, biology and clinical aspects. VSP, 1992—353 р.
43. Handl-Zeller L. Interstitial hyperthermia. Springer-Verlag, 1992—193 p.
44. Gautherie M, Robins HI, Cohen JD, Neville AJ. Whole body hyperthermia: biological and clinical aspects. Springer-Verlag, 1992 — 84 p.
45. Светицкий П. В. Применение тепла в лечении рака. — Ростов н/Д: Изд-во Ростовск. ун-та, 1992—104 с.
46. Ardiet JM, Seegenschmiedt MH. Interstitial and intracavitary thermoradiotherapy. Springer-Verlag, 1993—397 р.
47. Matsuda T. Cancer Treatment by Hyperthermia, Radiation, and Drugs. Taylor & Francis, 1993. — 397 p.
48. Hyperthermia and Oncology / Ed. by M. Urano, Evan B. Douple. Vol. 4: Chemopotentiation by hyperthermia. VSP, 1992—356 р.
49. Seegenschmiedt MH, Fessenden P, Vernon CC, eds. Thermoradiotherapy and Thermochemotherapy. Vol 1: Biology, Physiology, and Physics. Berlin, Sprinder, 1995. — 483 p.
50. Seegenschmiedt MH, Fessenden P, Vernon CC, eds. Thermoradiotherapy and Thermochemotherapy. Vol 2: Clinical Applications. Berlin, Sprinder, 1996—432 p.
51. McGough RJ. Treatment planning for hyperthermia with ultrasound phased arrays. University of Michigan, 1995.
52. Arcangeli G, Cavaliere R, Franconi C (Eds.) Hyperthermic Oncology, 1996: Proceedings of the 7th International Congress on Hyperthermic Oncology, Rome, Italy, April 9-13, 1996. Issue 5 of Tor Vergata medical physics monograph series. Tor Vergata Post Graduate School of Medical Physics, Rome, 1996.
53. Карев И. Д., Королева И. А., Эльянов А. Д., Клишковская А. Ф. Гипертермические методы в онкологической клинике. Учебно-методическое пособие 1999, Н. Новгород.
54. Kosaka M, Sugahara Е, Schmidt KL. Thermotherapy for neoplasia, inflammation, and pain. Springer, 2001—550 р.
55. Светицкий П. В. Использование тепла в лечении злокачественных опухолей. — Ростов н/Д: Эверест, 2001 — 160с.
56. Baronzio GF, Hager ED. Hyperthermia in Cancer Treatment: A Primer. Springer, 2006—366 р.
57. Ryan TP, Society of Photo-optical Instrumentation Engineers. Thermal treatment of tissue: energy delivery and assessment IV : 20-21 January 2007, San Jose, California, USA. SPIE, 08.02.2007 — 272 р.
58. Fenn AJ. Adaptive Phased Array Thermotherapy for Cancer. Artech House, 2009—226 р.
59. Что вы хотели знать о гипертермии но боялись спросить -2 (антиКозловская статья) http://pervokarta.ru/temp/giper.pps  (по указанию власти мой домен сделан Якобы зараженным --- скачивайте смело) Последнее прости Крымского медицинского университета им Георгиевского.. ликвидированного ЭТИМИ